# Graaflaadmachine

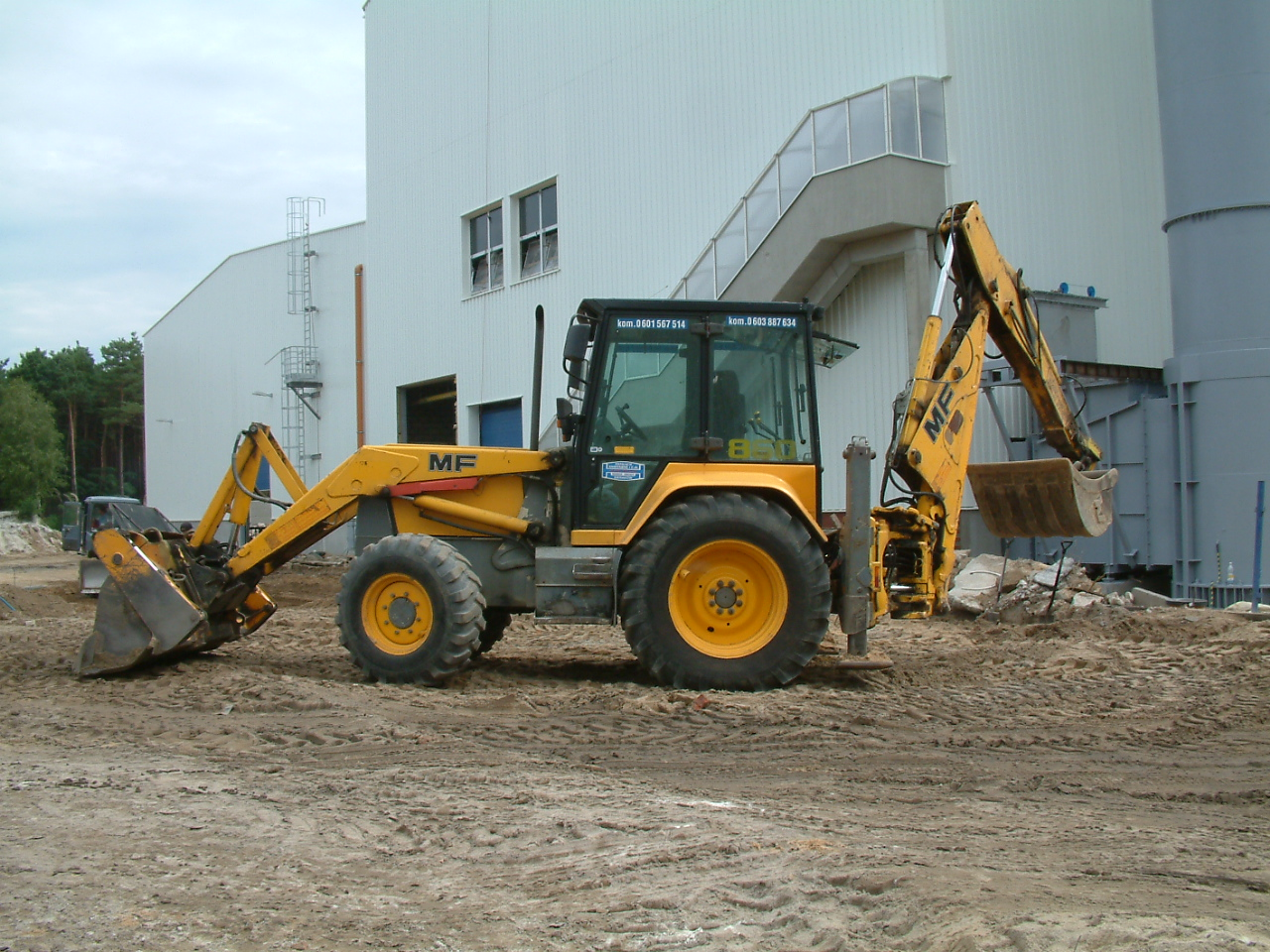
Massey Ferguson 860, model zoals in Europa veel gebruikt: met een schuifslede met graafarm en stempels

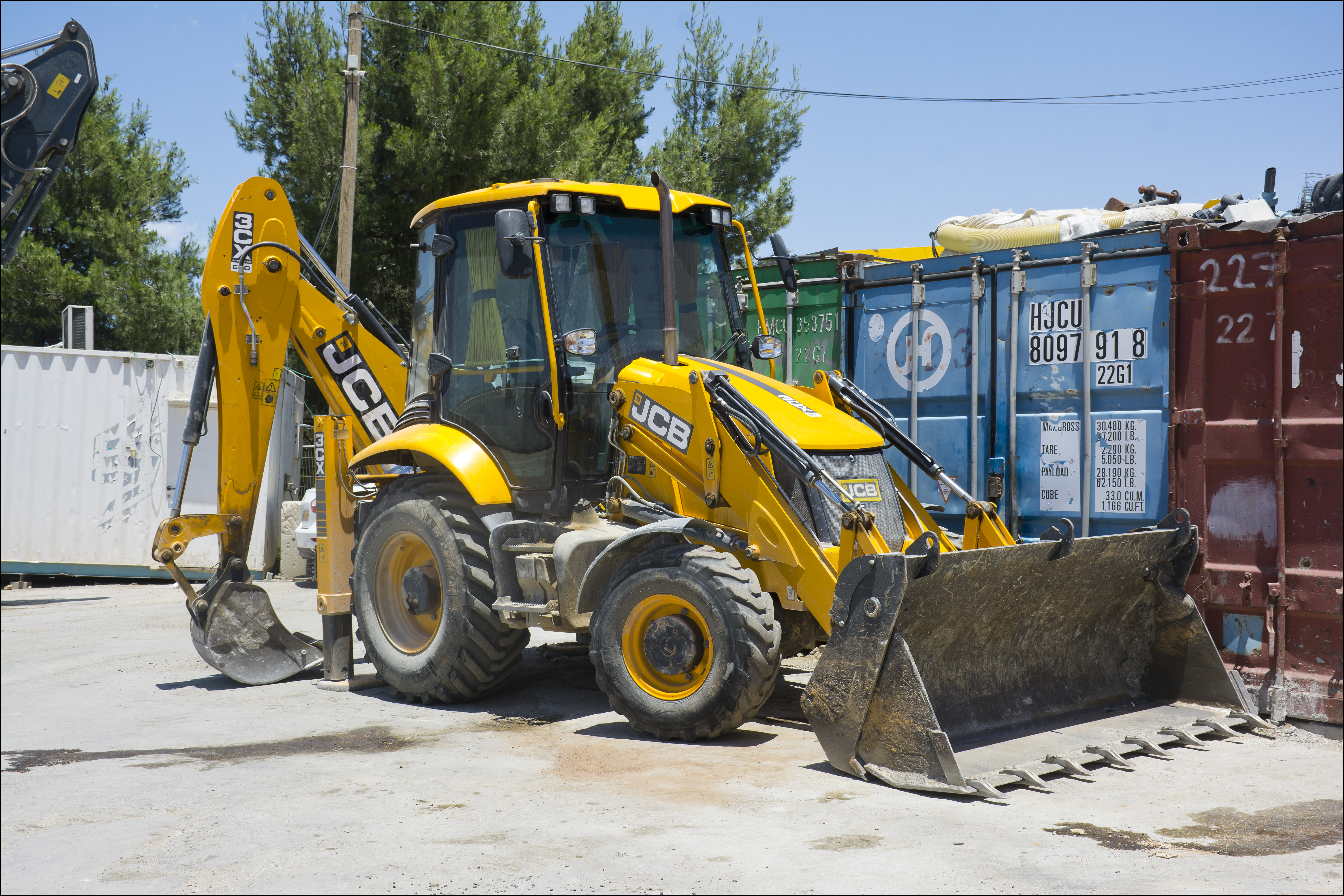
JCB 3CX

Een graaflaadmachine, ook wel graaflaadcombinatie, graaflader, hekbagger of baggerlader is een machine die voornamelijk gebruikt wordt bij grondverzet.
Het is een machine die voorzien is van een laadschop zoals een wiellader heeft aan de voorzijde, en een graafarm zoals een graafmachine heeft aan de achterzijde. Beide worden bediend vanuit de bestuurderscabine. De machine is breder inzetbaar, maar op beide functies minder krachtig dan een wiellader of graafmachine.
Meestal worden graaflaadmachines op kleinere bouwplaatsen ingezet voor lichte grondwerken of hijswerkzaamheden. Ze kunnen ook worden gebruikt voor het transporteren van grond en bulkmaterialen, of als takel/hijskraan/heftruck.
Dit type machine is populairder in landen als Groot-Brittannië en de Verenigde Staten dan bijvoorbeeld in Nederland of Duitsland.

## Geschiedenis
De eerste graaflaadcombinatie werd in 1953 gebouwd door Joseph Cyril Bamford, de oprichter van JCB, door een landbouwtractor met een laadschop (ook wel frontlader genoemd) te voorzien van een eenvoudige graafarm en deze in serie te gaan produceren als de JCB Major Loader Mk 1 Excavator(als basis diende de Fordson Major). Dit idee vond navolging, en ook andere fabrikanten ontwikkelden machines die standaard voorzien waren van een laadschop en graafarm. Al snel werden ze ook voorzien van hydraulische stempels en een graafarm die vanuit de cabine bediend kon worden.
Tegenwoordig hebben de meeste grote producenten van bouwmachines ook graaflaadmachines in hun gamma.
Daarnaast waren er fabrikanten die graafarmen ontwikkelden die op standaard tractoren konden worden gemonteerd, zoals er ook al laadbakken bestonden die op standaard tractoren gemonteerd konden worden.

## Componenten
De graaflaadmachine bestaat uit vijf hoofdcomponenten:
1. Basisvoertuig met motor en aandrijving
2. Voorzetstuk (laadschop)
3. Graaflaadarm met aanbouwdeel (grijper)

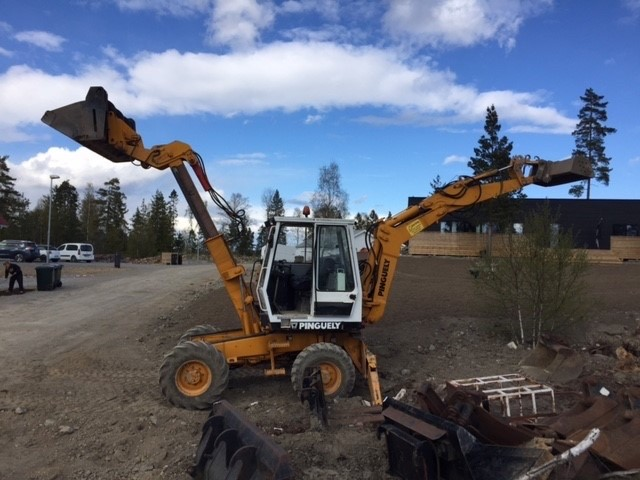
Pinguely TM50 'Téléscopelle'

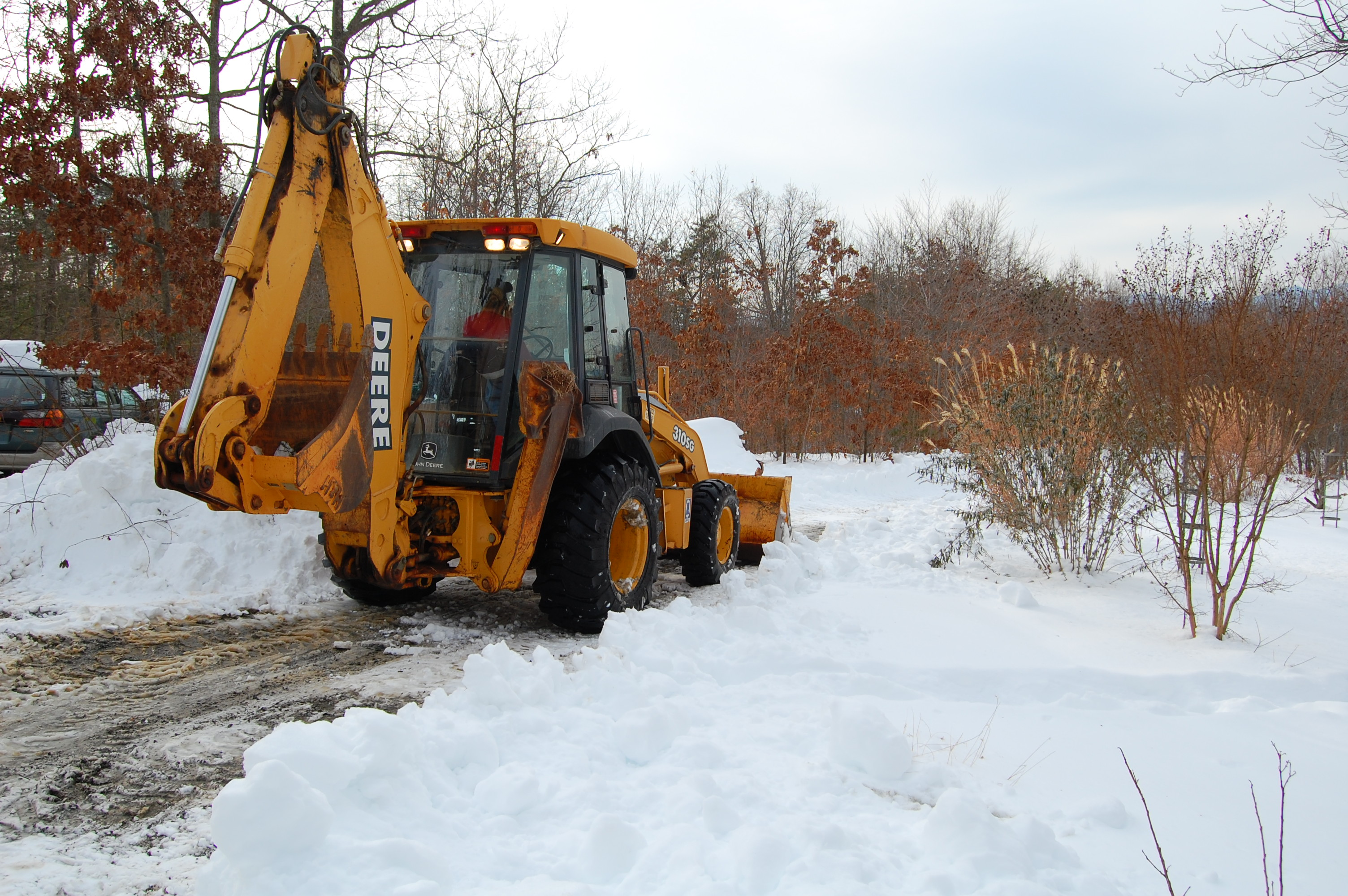
John Deere 310SG schuift sneeuw

4. Hydraulische stempels
5. Bestuurderscabine

## Beschrijving
De meeste graafladers worden hydrostatisch of hydrodynamisch met koppelomvormer en powershift-transmissie aangedreven.
Soms hebben ze vierwielaandrijving en/of vierwielbesturing. De meeste hebben een maximumsnelheid tussen 20 km/u en 40 km/u.
Er zijn ook graafladers met knik- of zwenkbesturing, zoals de Hydrema 906.
De meeste graafladers staan op wielen, maar er bestaan ook modellen op rupsbanden, zoals de JCB 1CXT-minigraaflader.
Aan de voorzijde is gewoonlijk een laadschop gemonteerd en aan de achterzijde een conventionele dieplepelbak of grijper. Net als voor wiellader en graafmachine zijn er voor graafladers verschillende aanbouwdelen beschikbaar. 
Moderne graafladers zijn soms voorzien van snelwisselinrichtingen voor waarmee aanbouwdelen vanuit de bestuurderscabine kunnen worden gewisseld.
De graaflaadarm aan de achterzijde is vaak bevestigd op een schuifslede, waardoor de graafarm zijwaarts kan worden verplaatst.
Aan de achterzijde zijn hydraulische stempels aangebracht, waarmee de stabiliteit vergroot wordt wanneer de graaflaadarm in gebruik is.
Sommige graafladers hebben, net zoals veel graafmachines, een 360° draaibaar zwenkframe op een onderframe. Voorbeelden hiervan zijn Haulotte Multi Job MJX en de Pinguely TM50 'Téléscopelle', waarvan in het onderframe een uitschuifbare (‘telescopische’) laadarm is aangebracht voor de laadschop.

## Parameters
De meeste graaflaadmachines hebben een vermogen tussen 50 en 90 kW (68-123 pk), en het gewicht tussen 7,0 en 12,0 t.
De laadschop aan de voorzijde heeft een inhoud van 0,8 tot 1,5 m³. Aan de achterzijde heeft de graaflaadarm een bereik tot 6,5 m met een kiphoogte van 2,70 tot 2,80 m, en een dieplepelbak met een inhoud van 0,5 m³.

## Gebruik
De graaflaadmachine is vooral geschikt voor werkzaamheden op kleinere bouwplaatsen waar het gebruik van meerdere bouwmachines onrendabel zou zijn. Ze worden daarom veel gebruikt bij de aanleg van (kleine) riool- en pijpleidingen.
Ze worden gebruikt in de bouw en de grond-, weg- en waterbouw, en ook door bv. agrariërs, stratenmakers, hoveniers en sloopbedrijven.
Er kunnen net zoals bij een shovel verschillende aanbouwdelen aan de laadarm gehangen worden, zoals bakken voor grond of puin, vorken voor pallets, mest of hooibalen, klemmen voor stenen of balen, borstels voor vegen of onkruid, maaiers, grijpers, hijsmasten en rotators, maar ook voerdoseercontainers of bestratingsklemmen om mechanisch te bestraten.
Ook voor de graafarm zijn net zoals voor graafmachines vele aanbouwdelen beschikbaar, zoals kettingbakken, dieplepelbakken, slotenbakken, kantelbakken, puinbakken, kleibakken, hijsgieken, harken, sloophamers, grijpers, grondboren en maaiers. Met de graafarm kan de graaflader net zoals een dieplepel beneden het niveau van de wielen graven.
Graafladers met knikbesturing zijn zeer wendbaar, waardoor ze op veel plekken ingezet kunnen worden.

## Afbeeldingen
Civiele graafladers

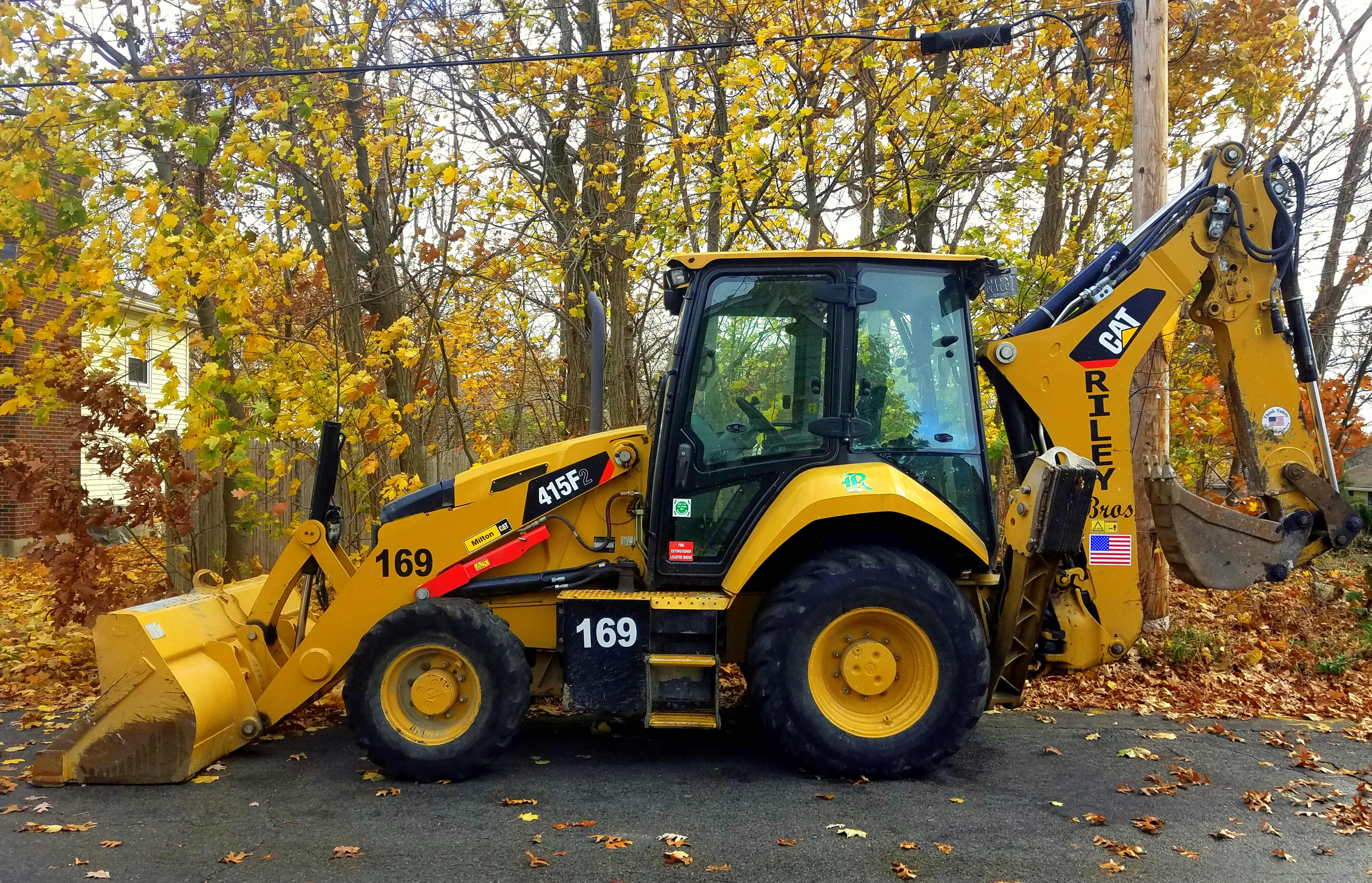
Caterpillar 415F2
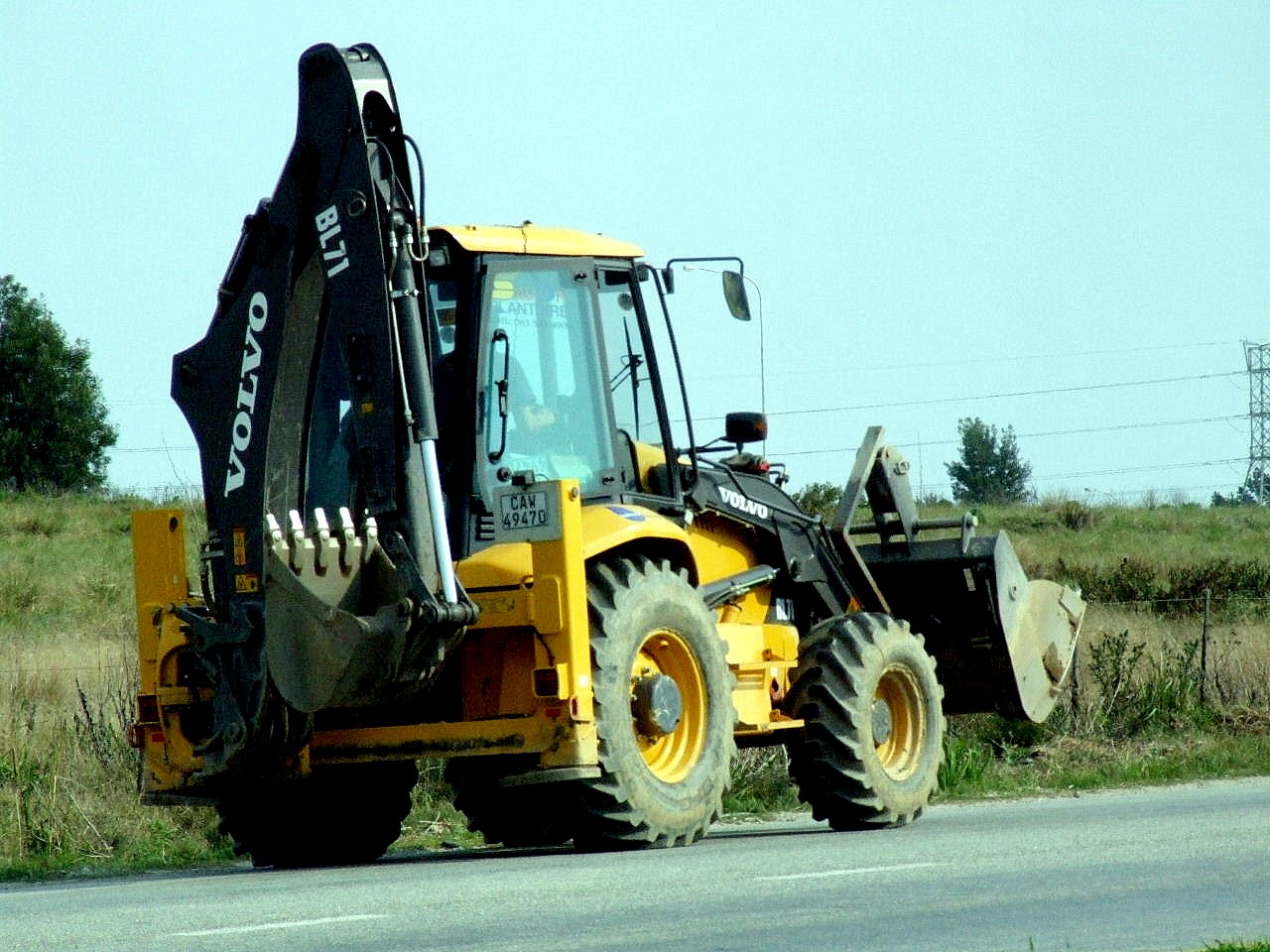
Volvo BL71
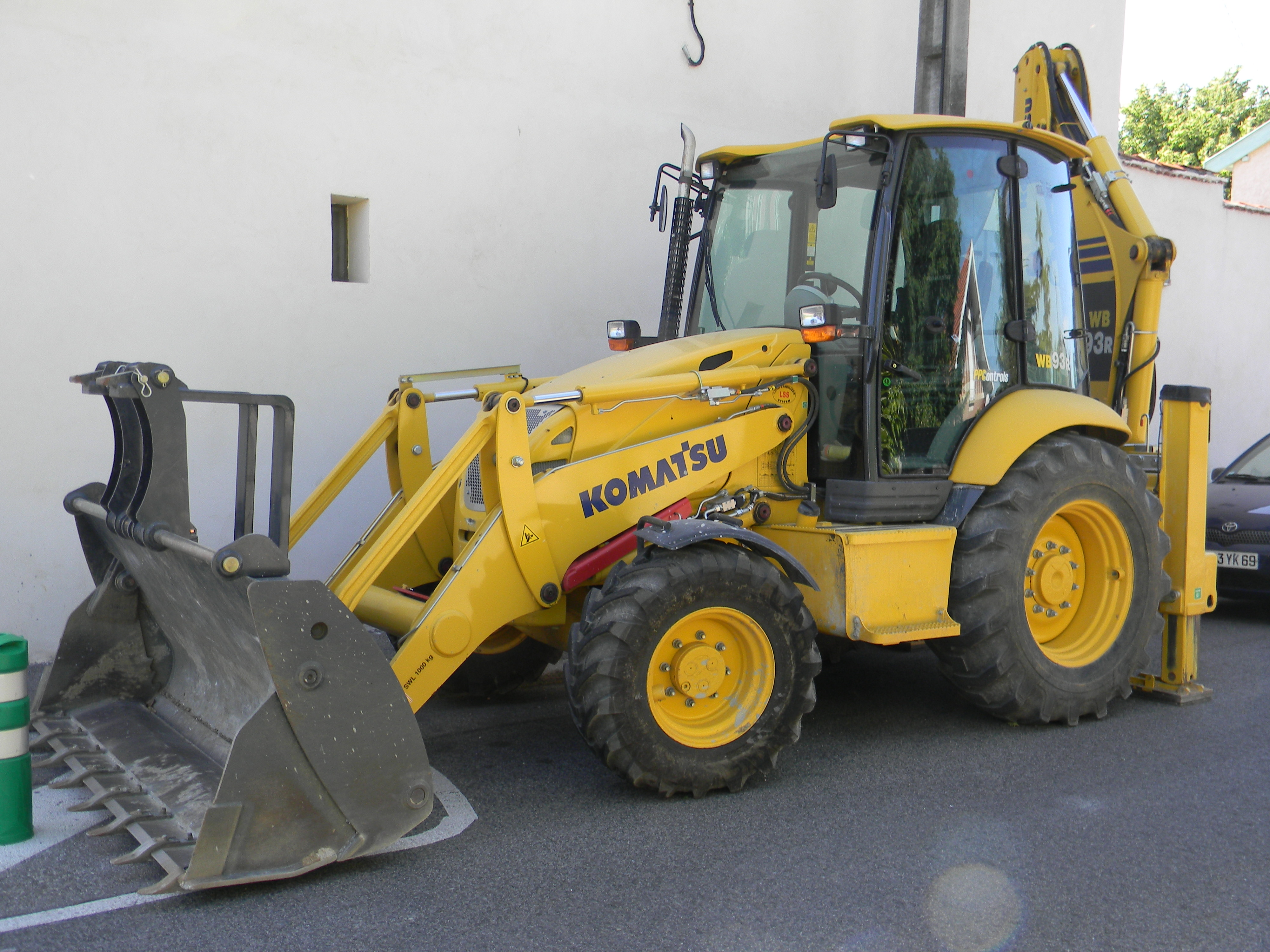
Komatsu WB93R
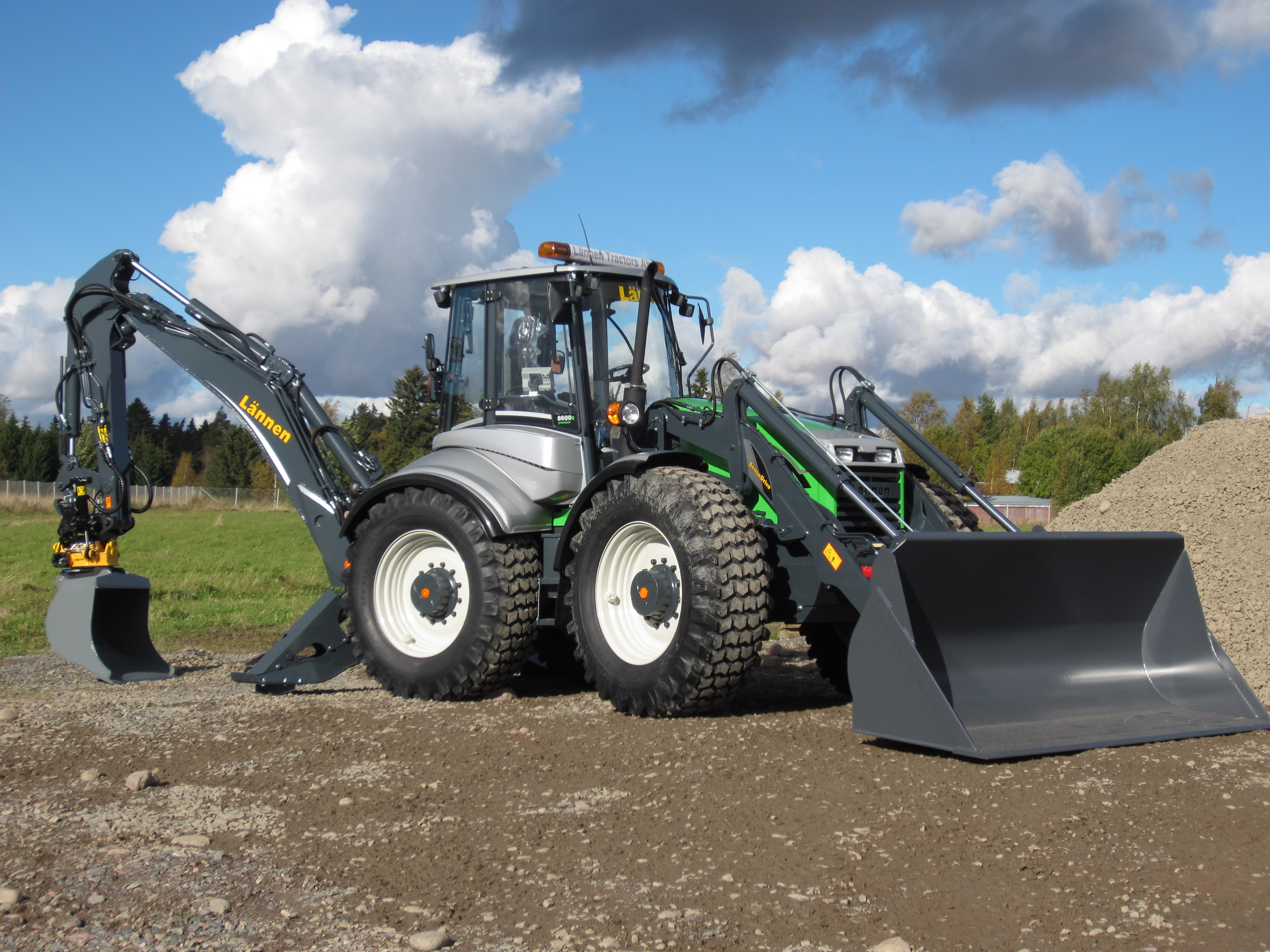
Lännen 8600G
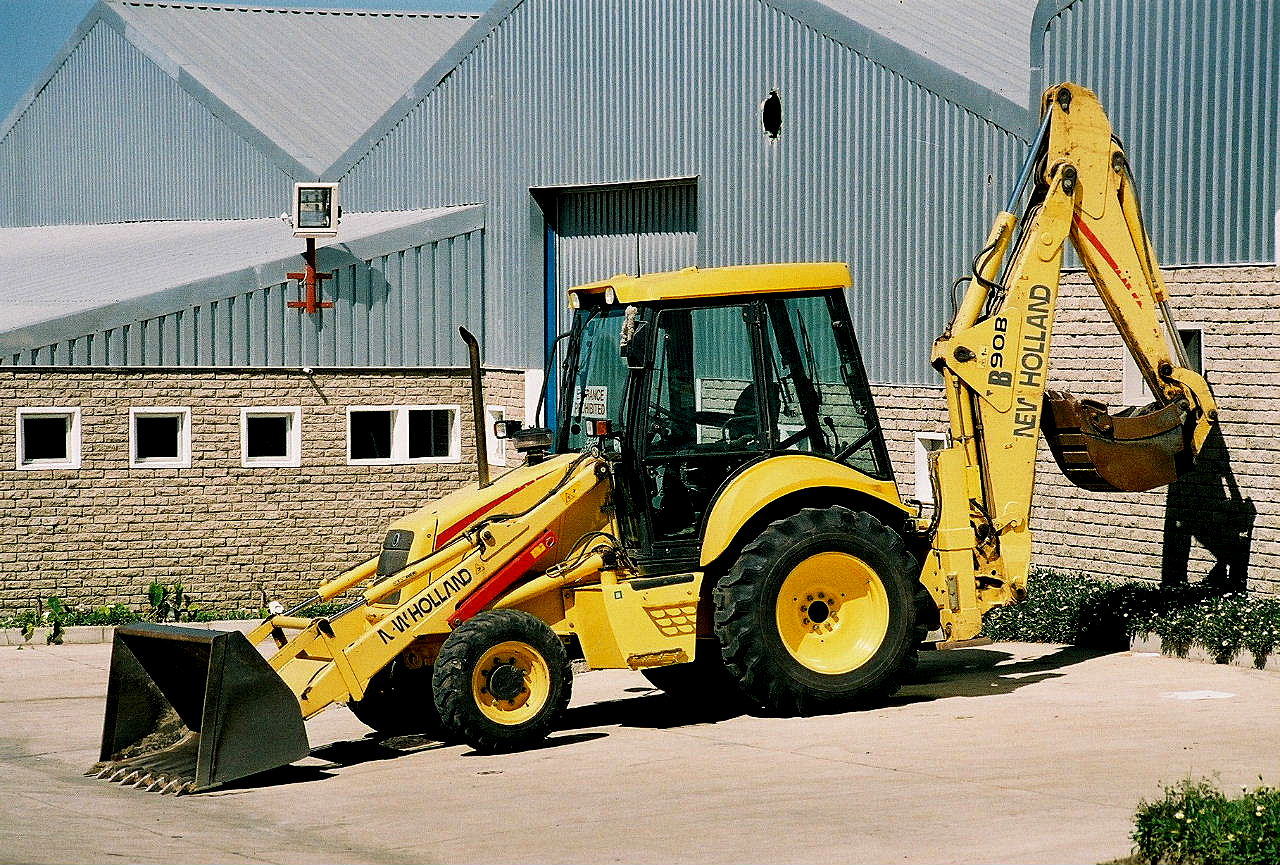
New Holland B90B
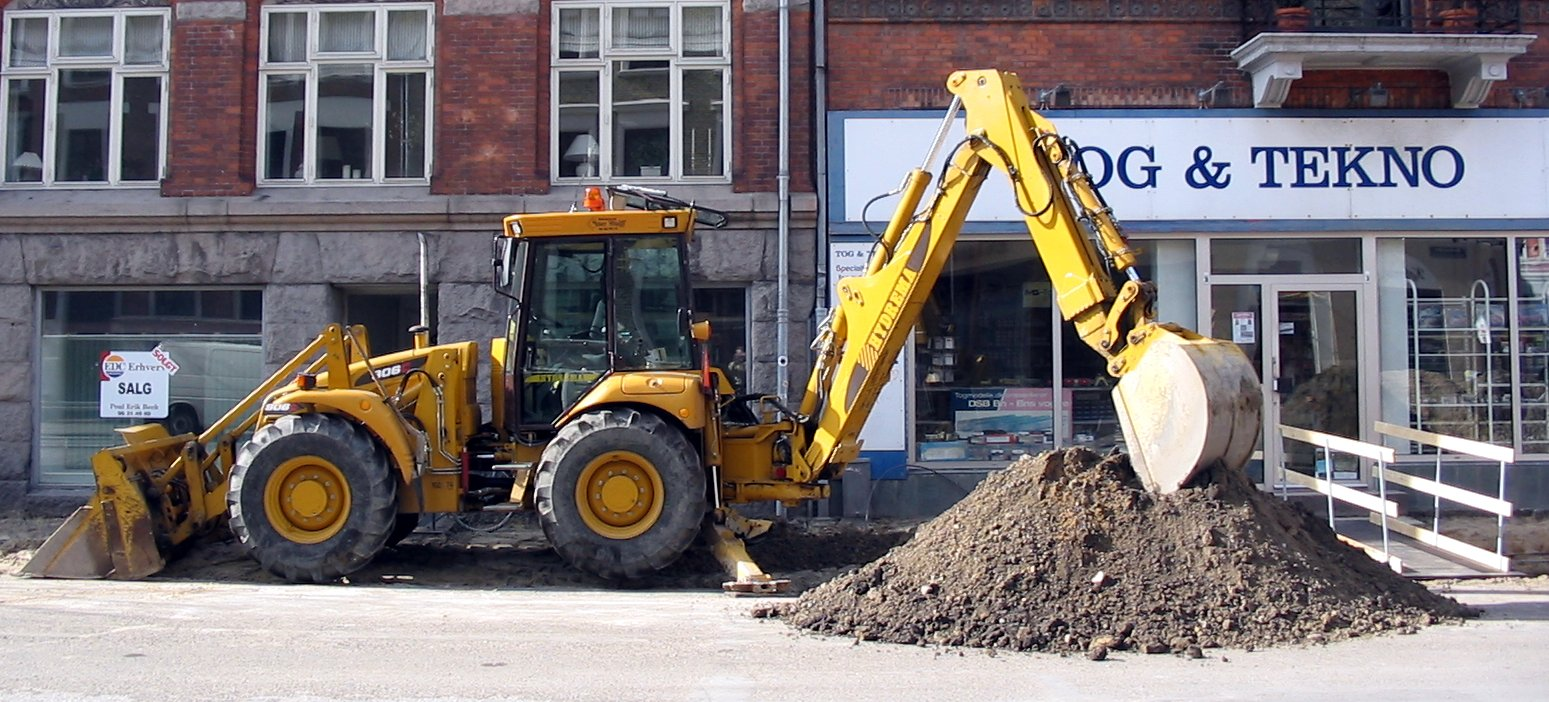
Hydrema 906-zwenkgraaflader
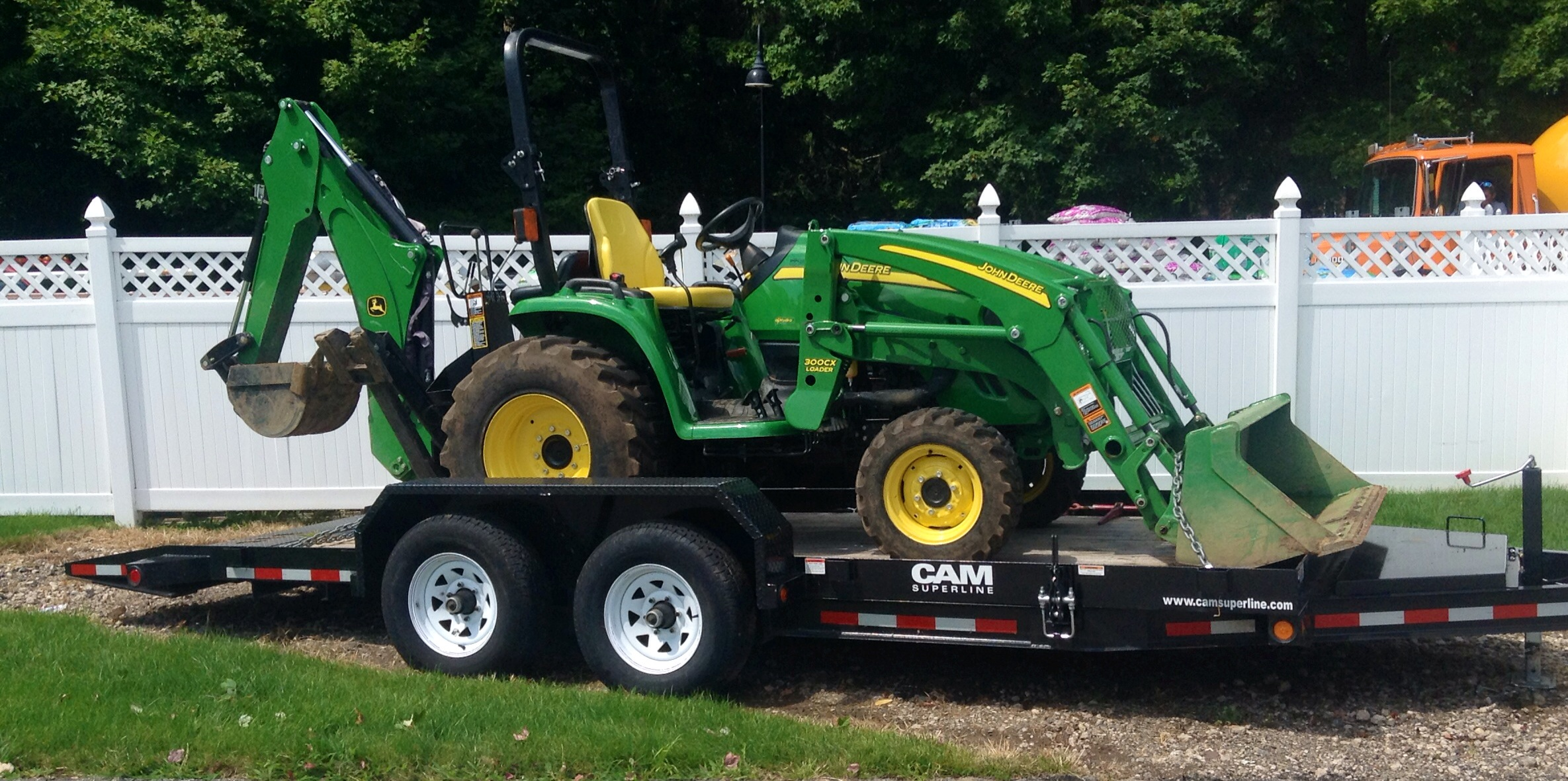
John Deere 300 CX
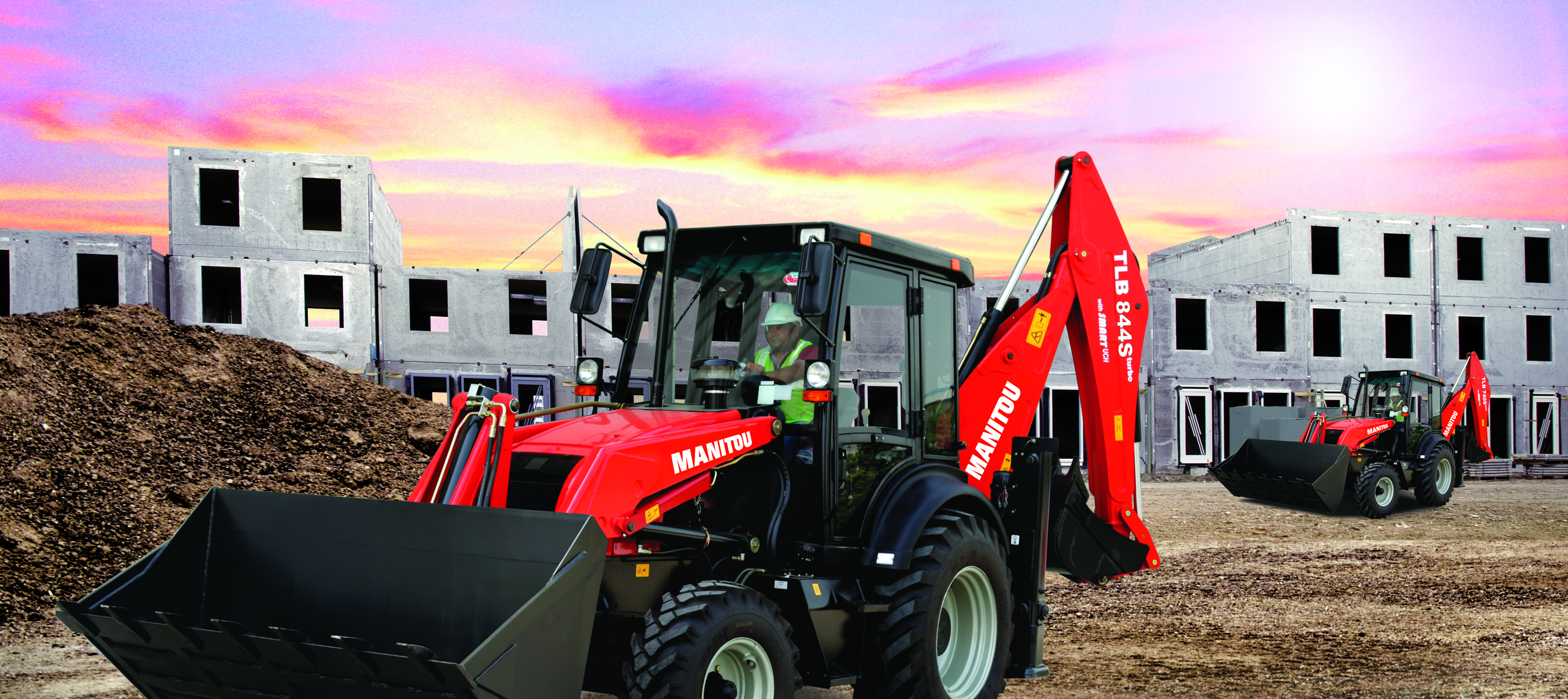
Manitou TLB 844S
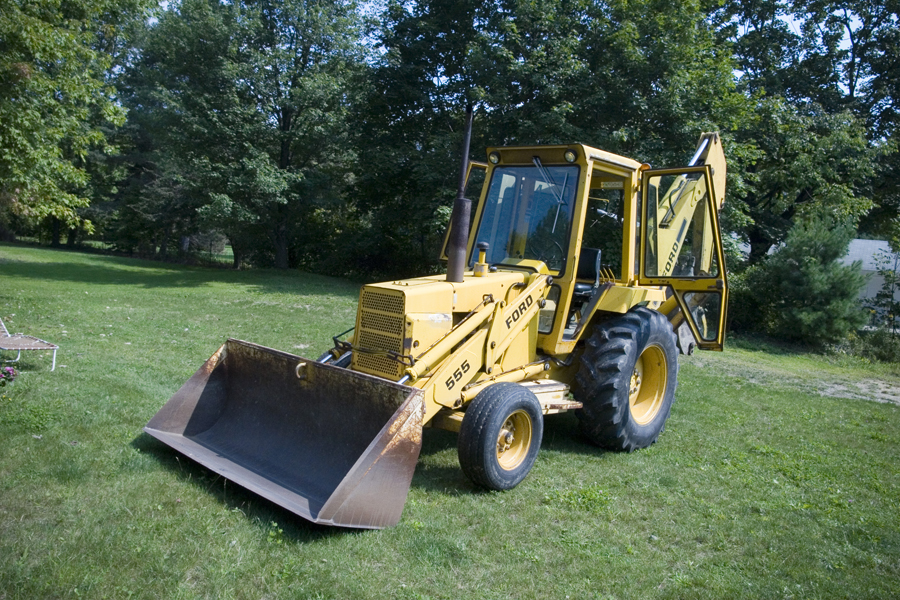
Ford 555
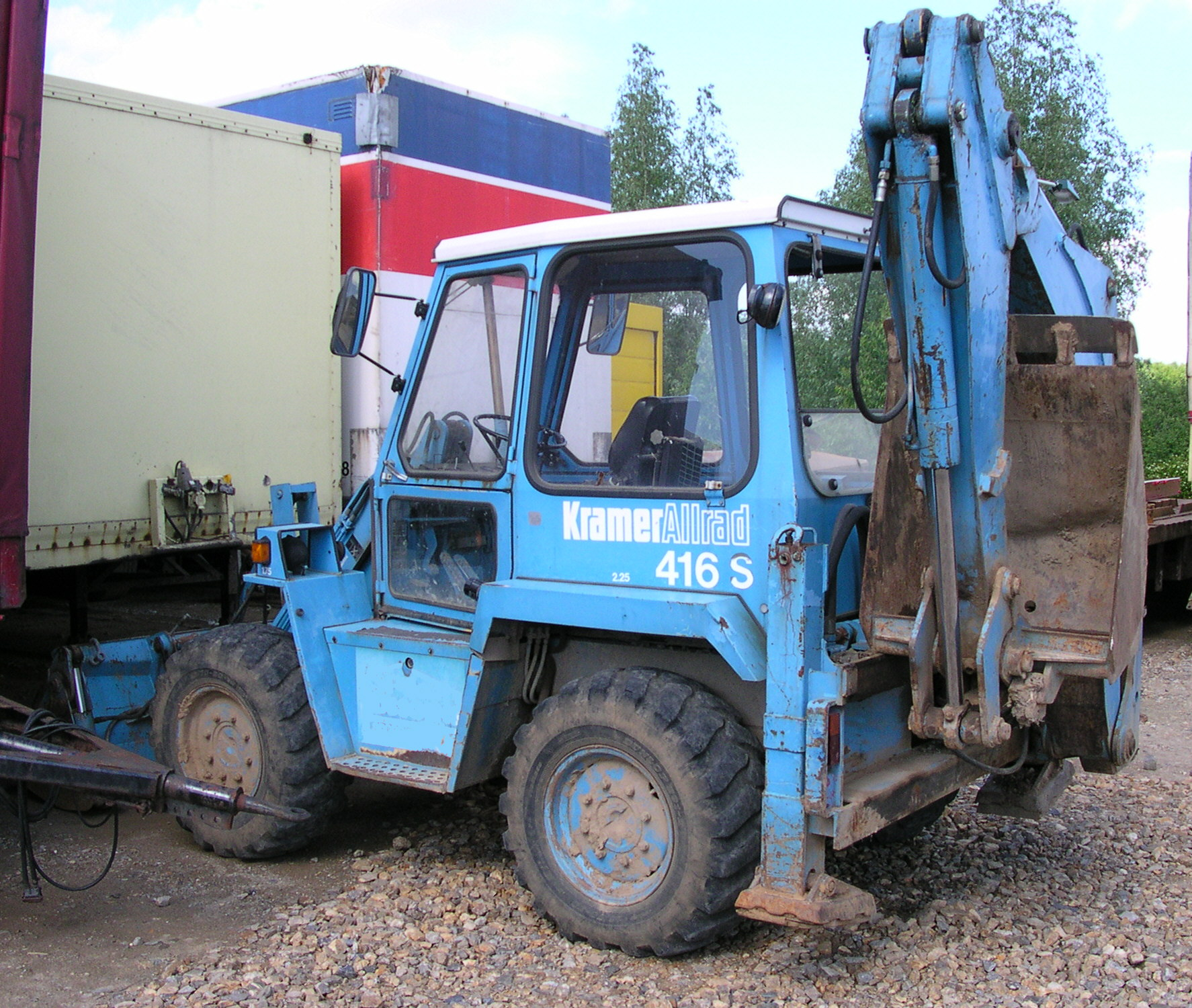
Kramer 416S
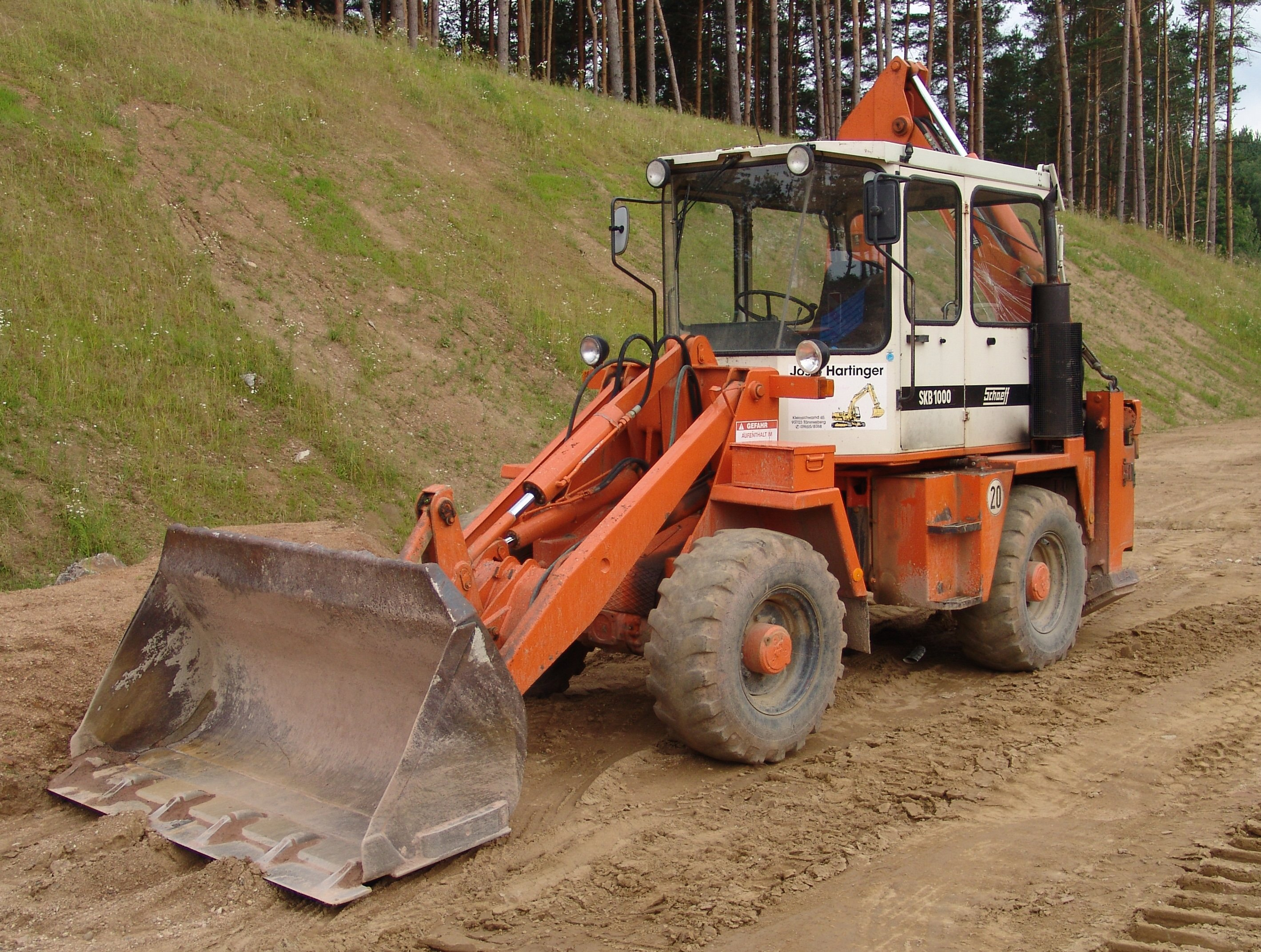
Schaef SKB 1000
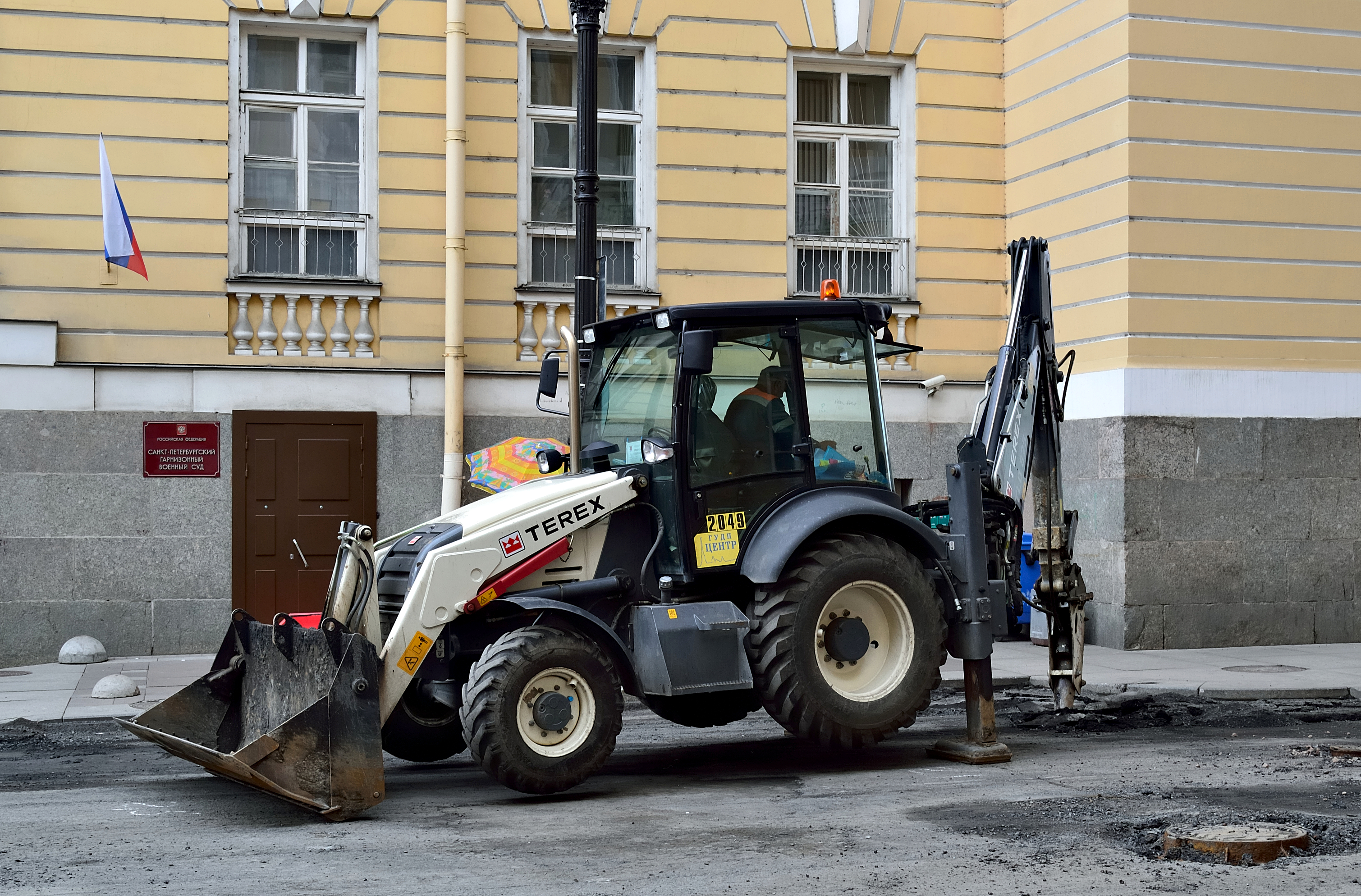
Terex TBL 825
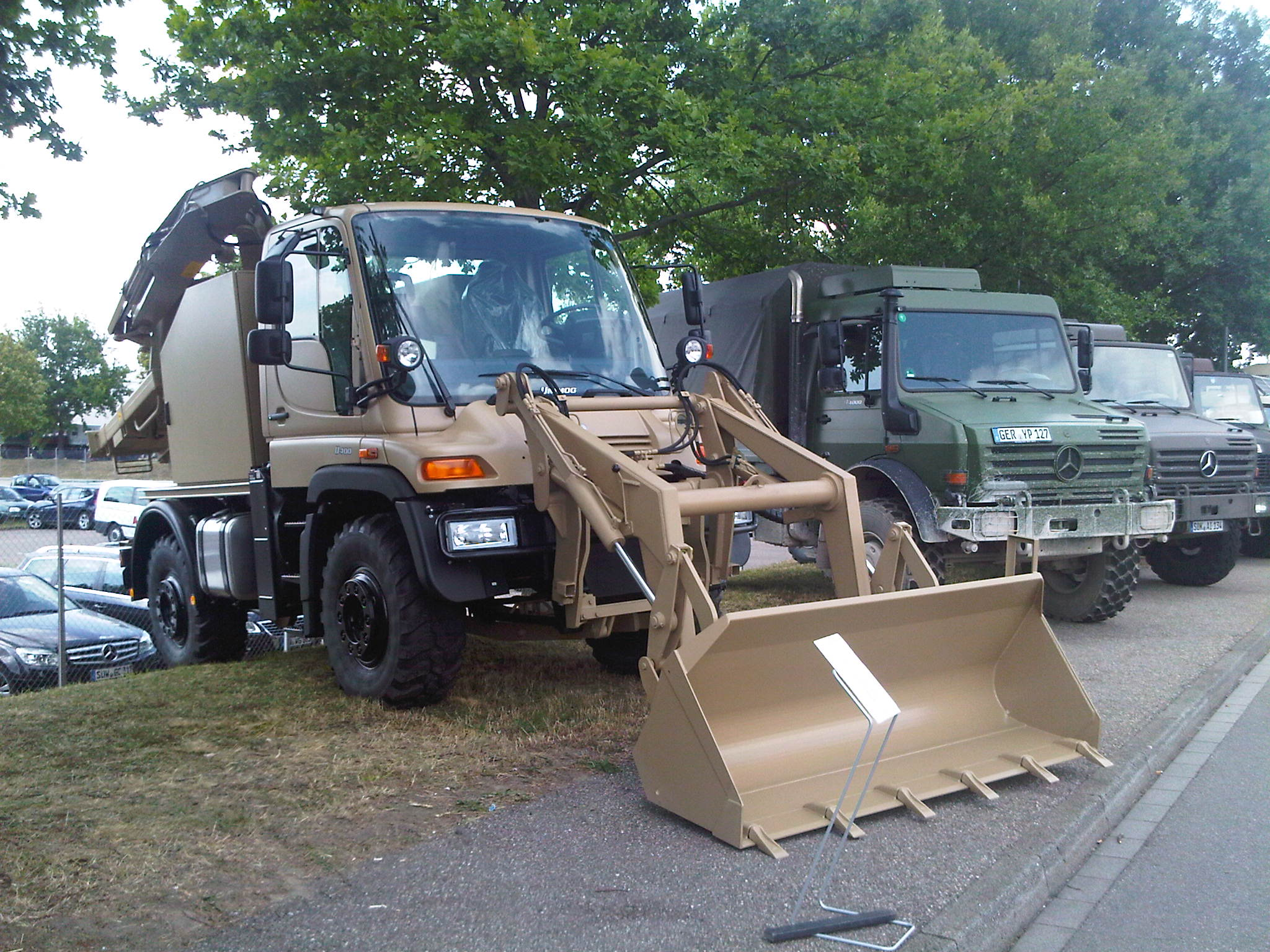
Unimog 400
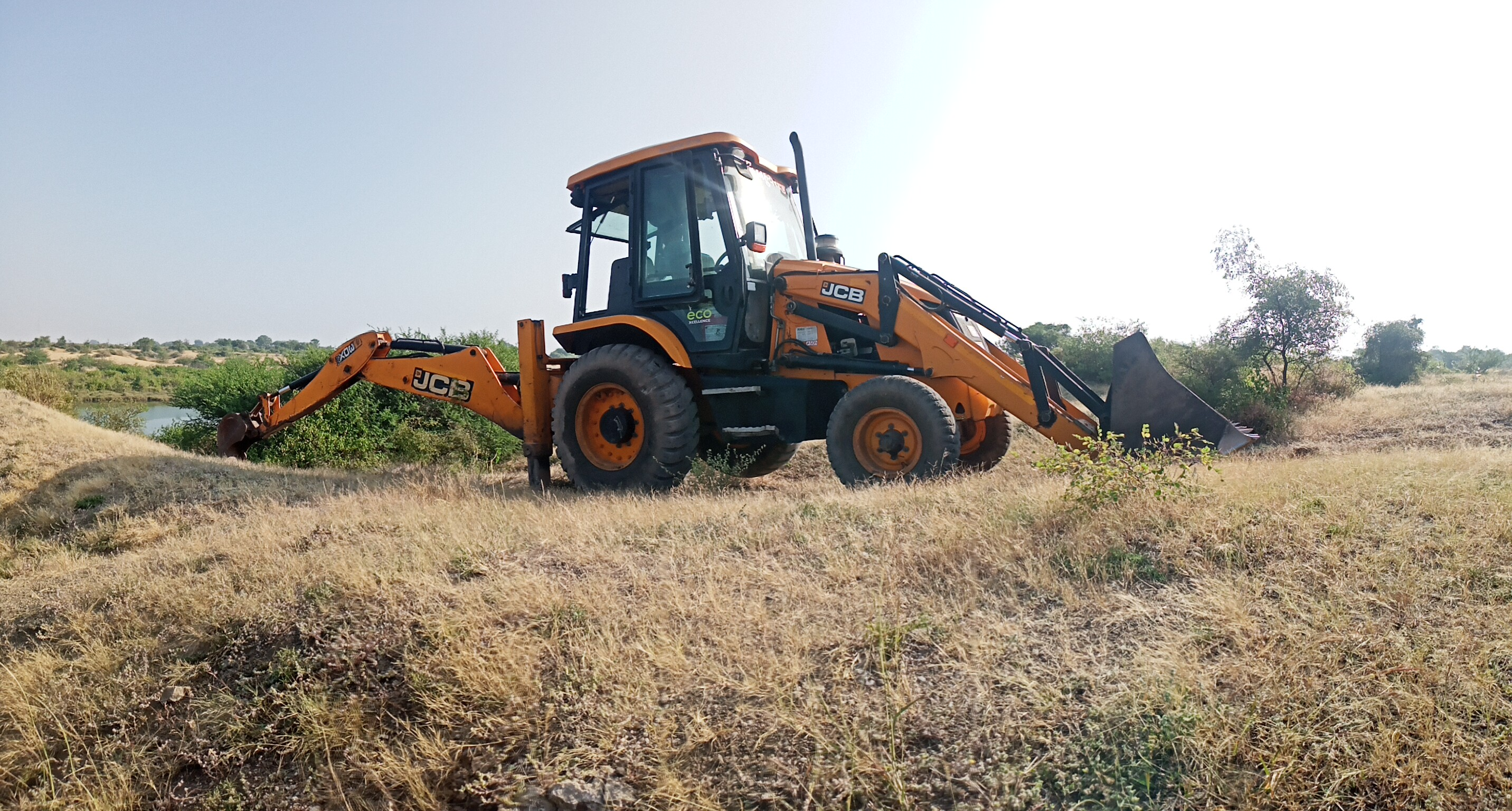
JCB-graaflader in India

Militaire graafladers

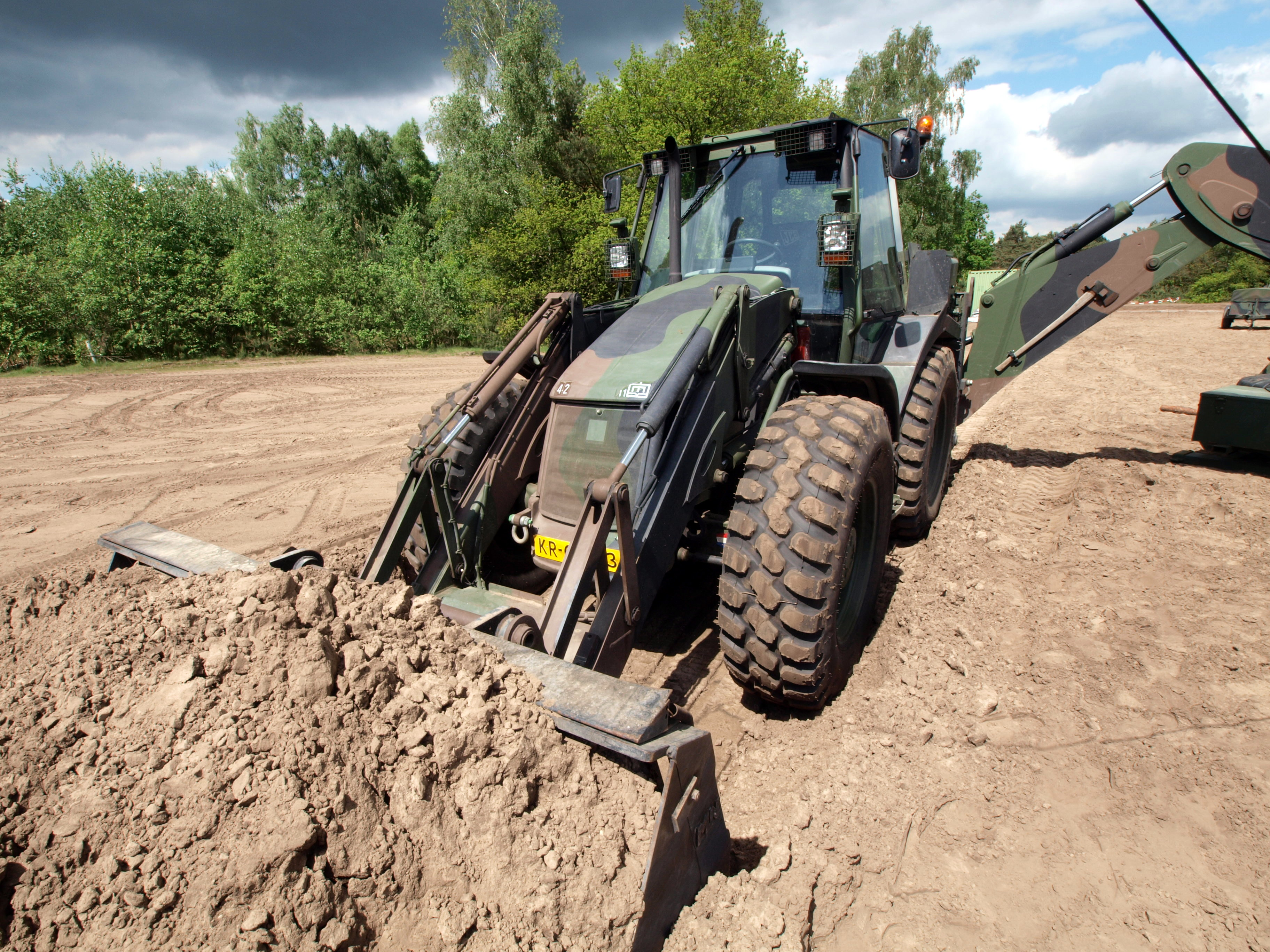
JCB 4CX-M van 11 Gncie Lumbl (2012)
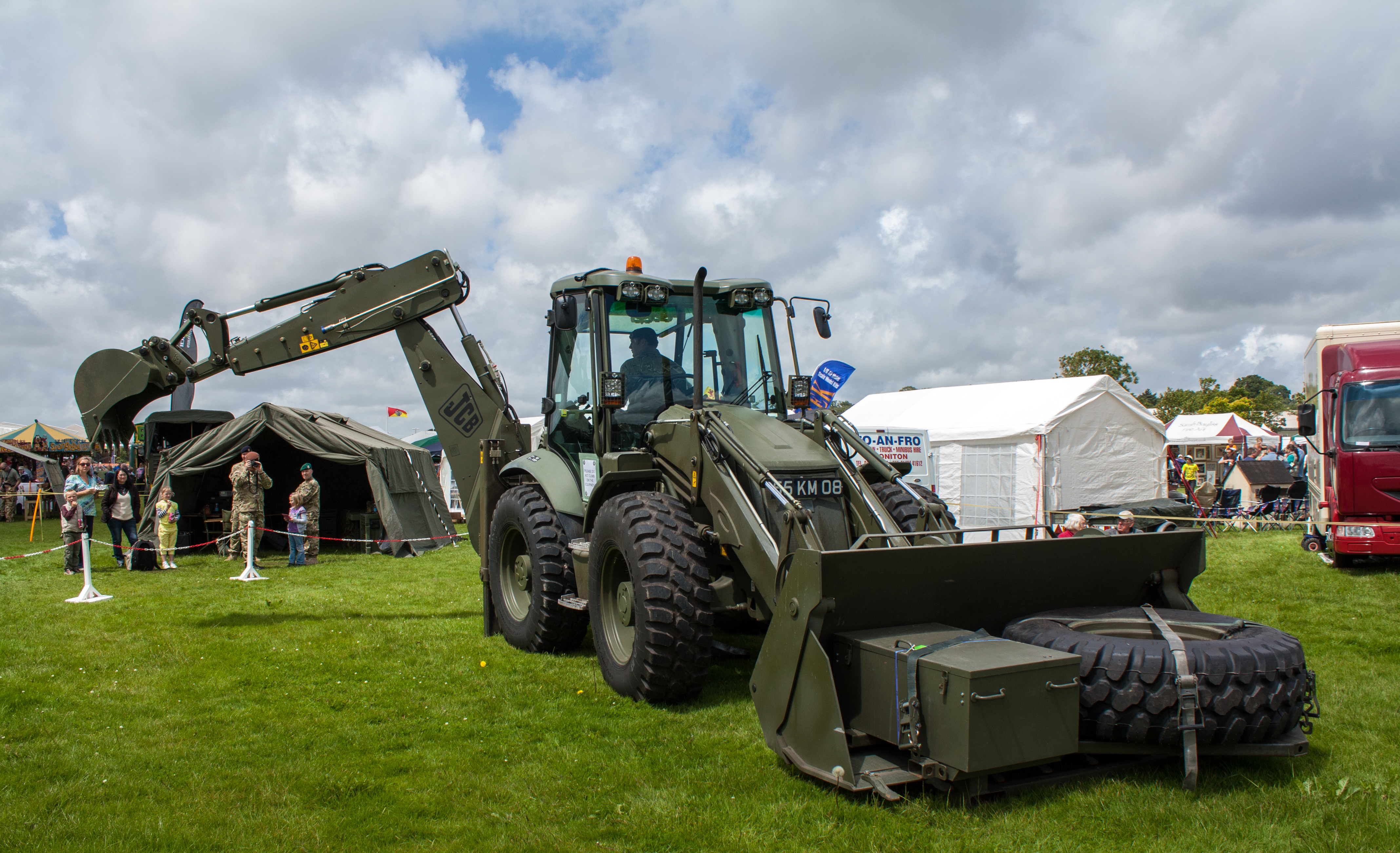
Britse JCB 4CX-M
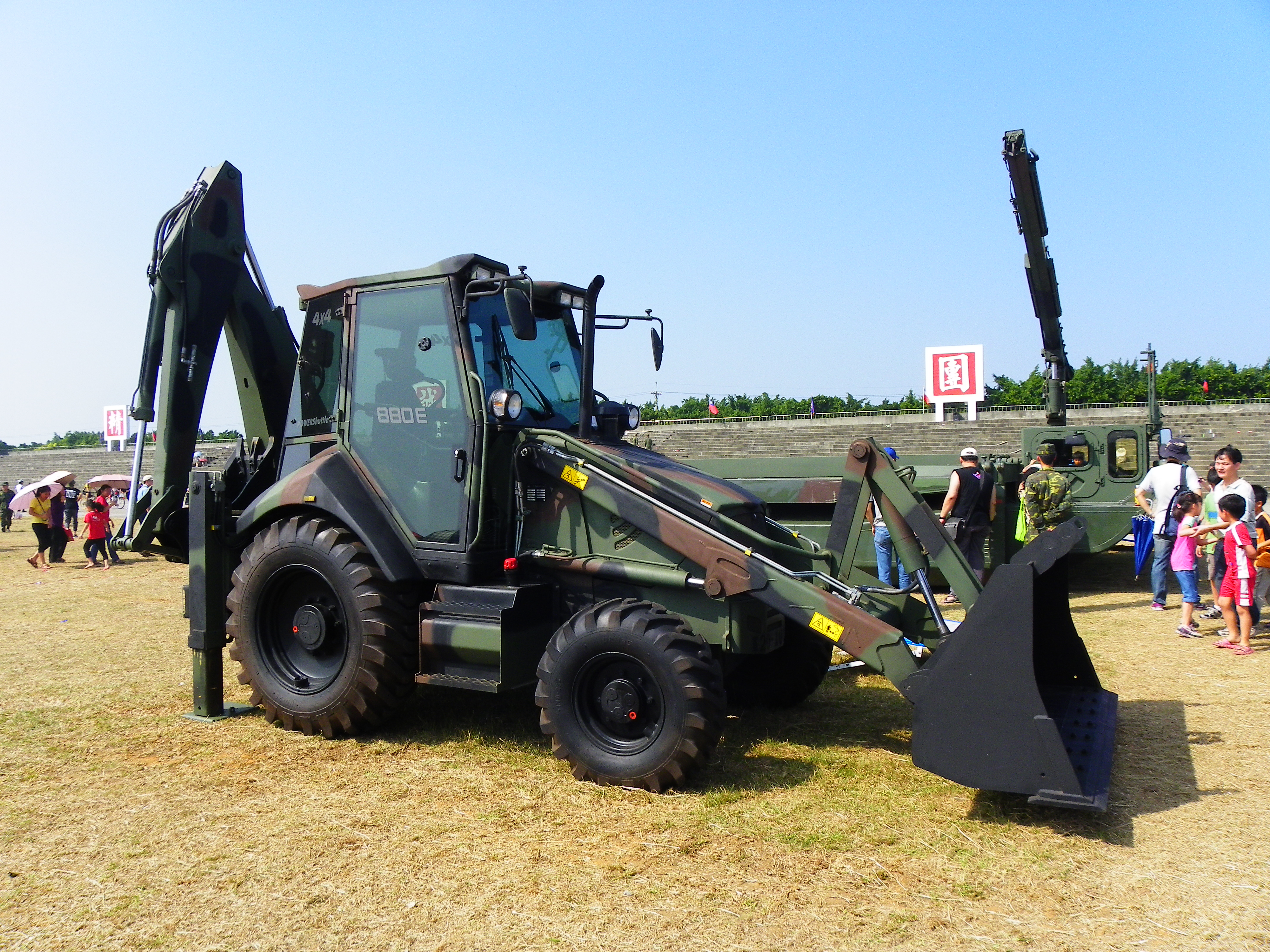
Taiwanese Cukurova 880E
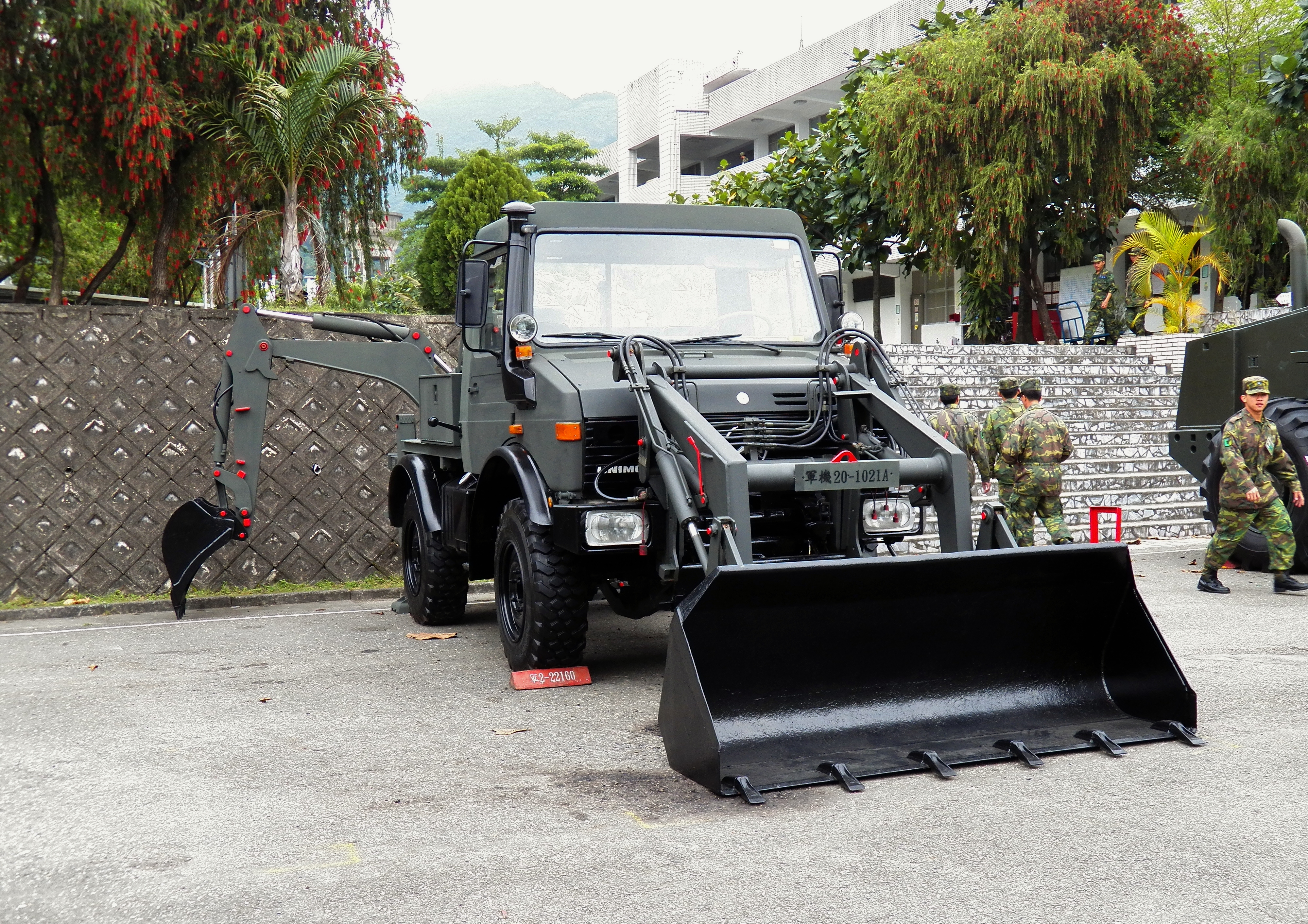
Taiwanese Unimog U1400
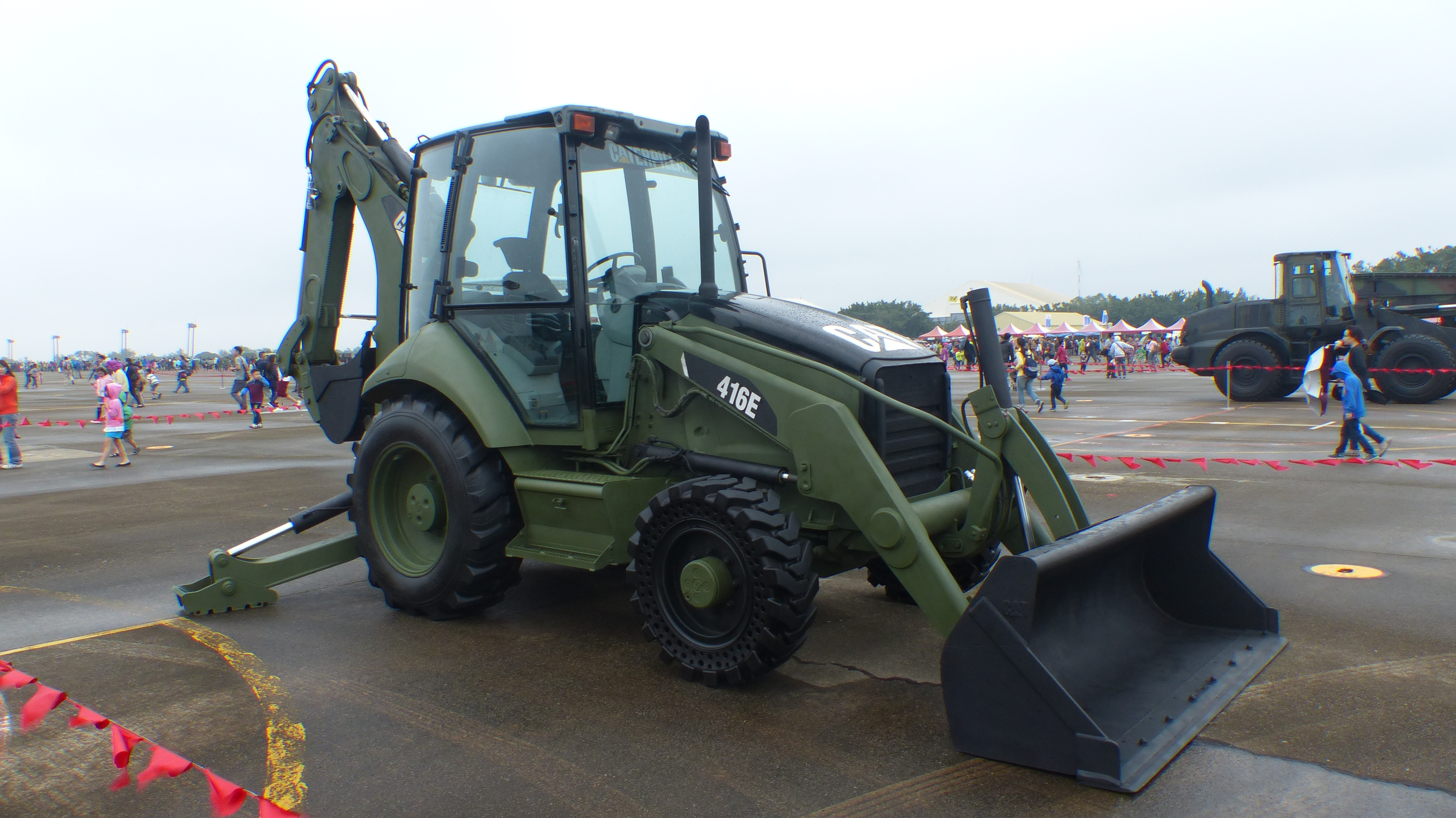
Taiwanese Caterpillar 416E
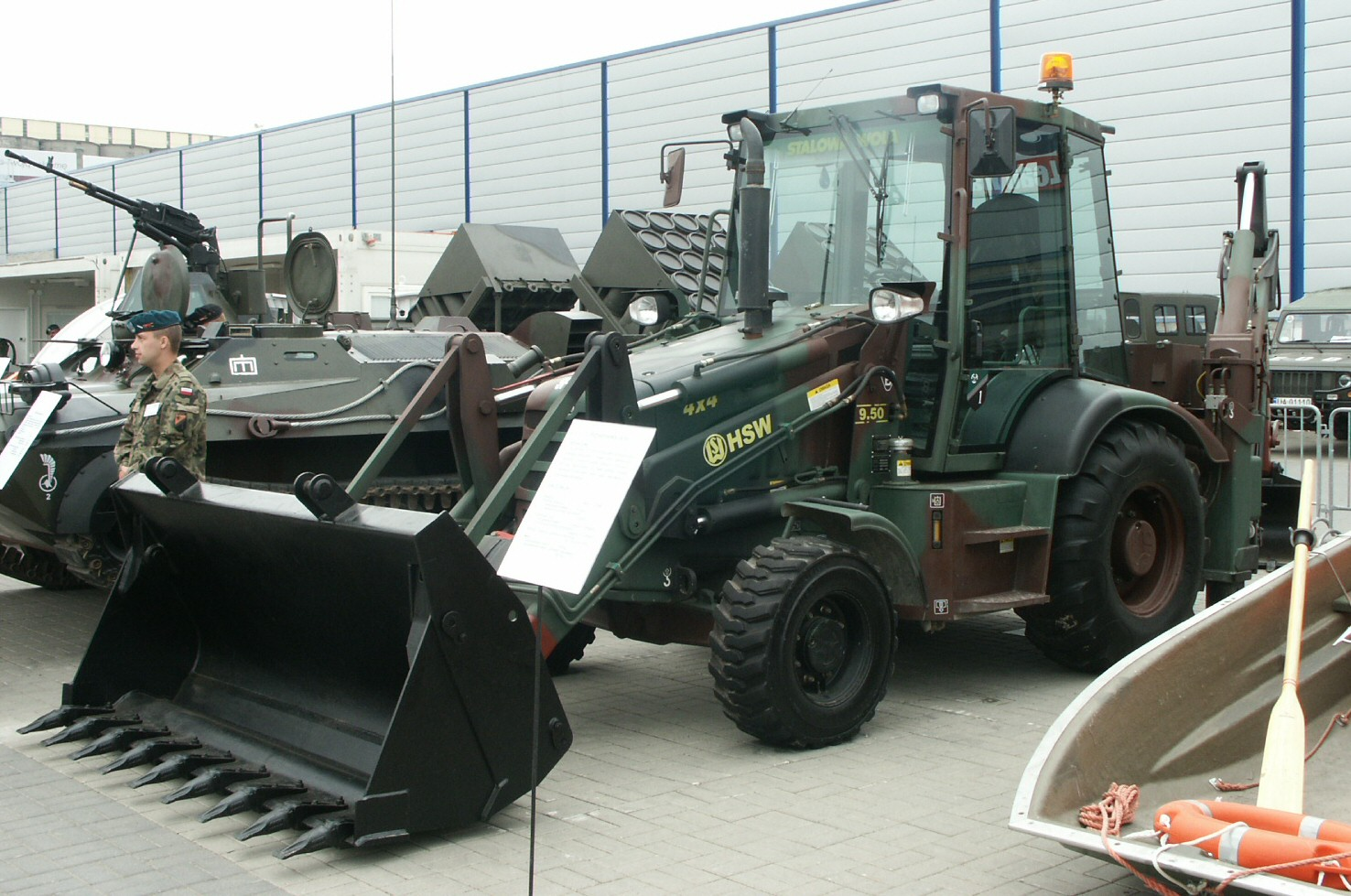
Poolse UMI, militaire versie van de HSW 9.50
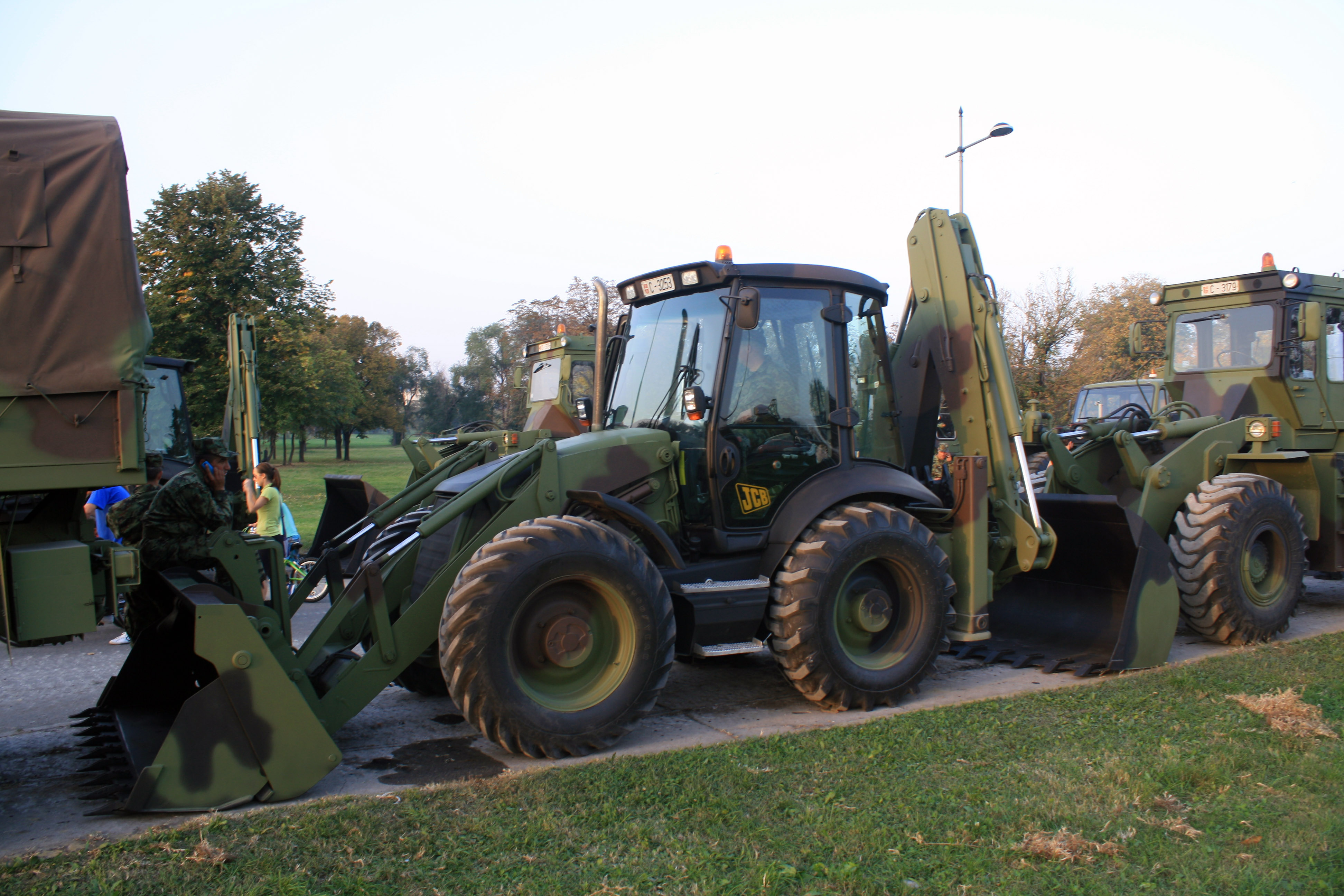
Servische JCB 4CX-M
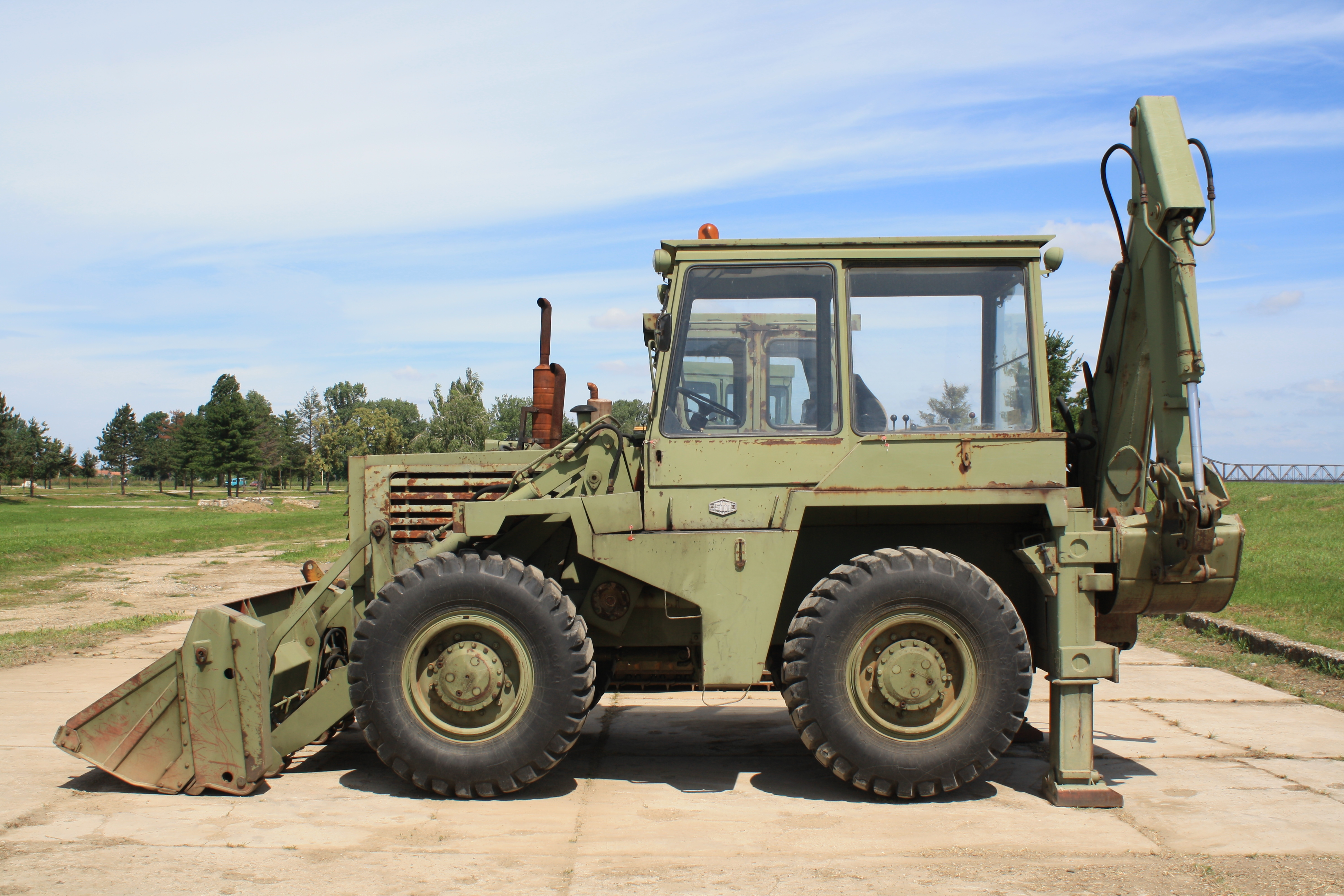
ZTS KN251 van de Servische strijdkrachten
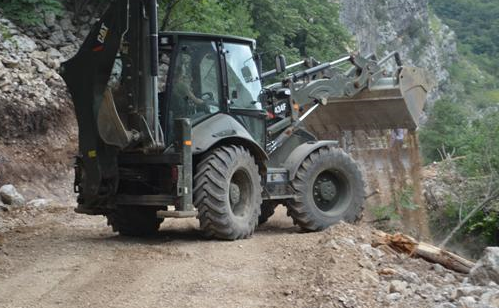
Caterpillar 434F van de VCG, de krijgsmacht van Montenegro
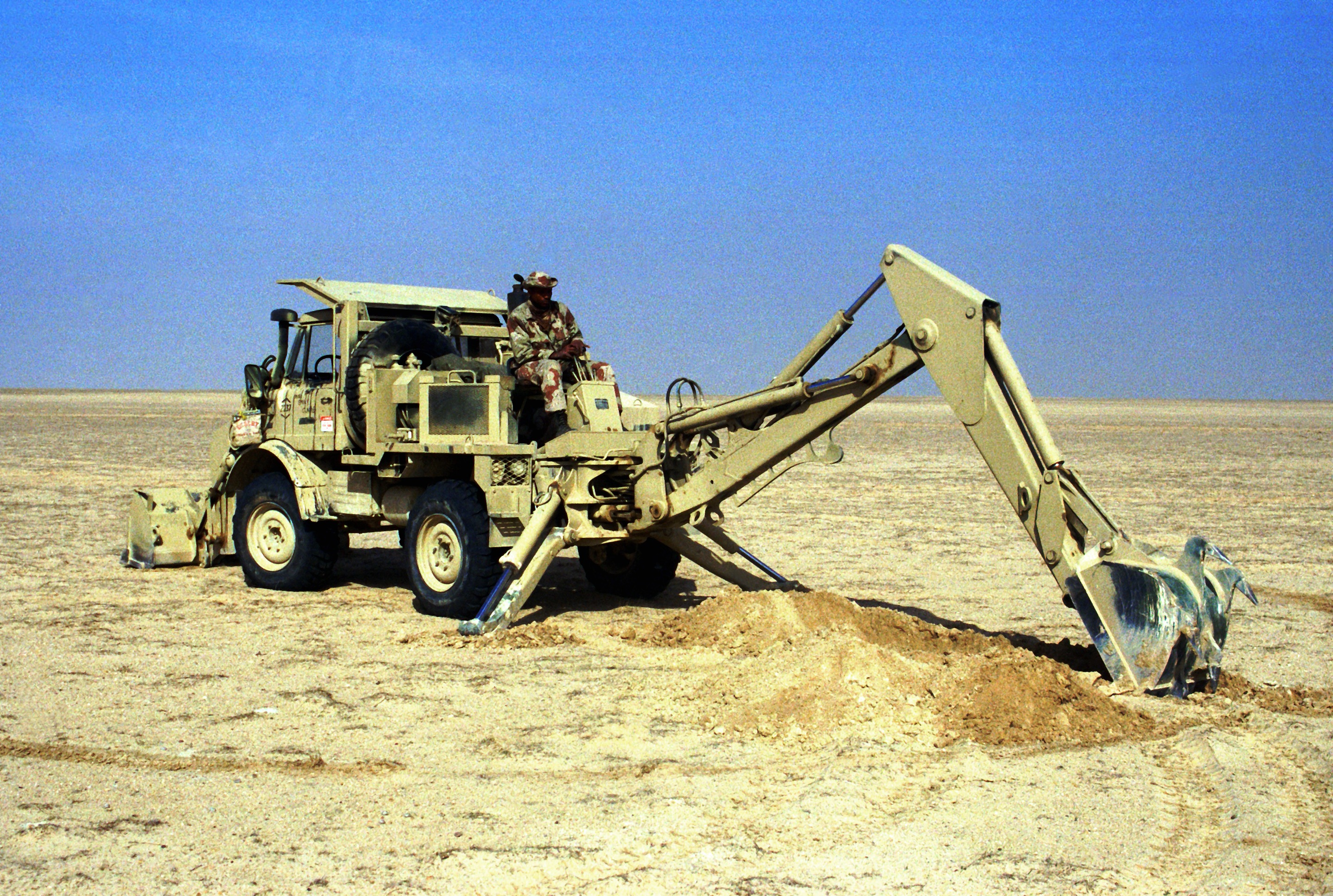
Unimog-graaflaadmachine van het USMC tijdens Operatie Desert Storm
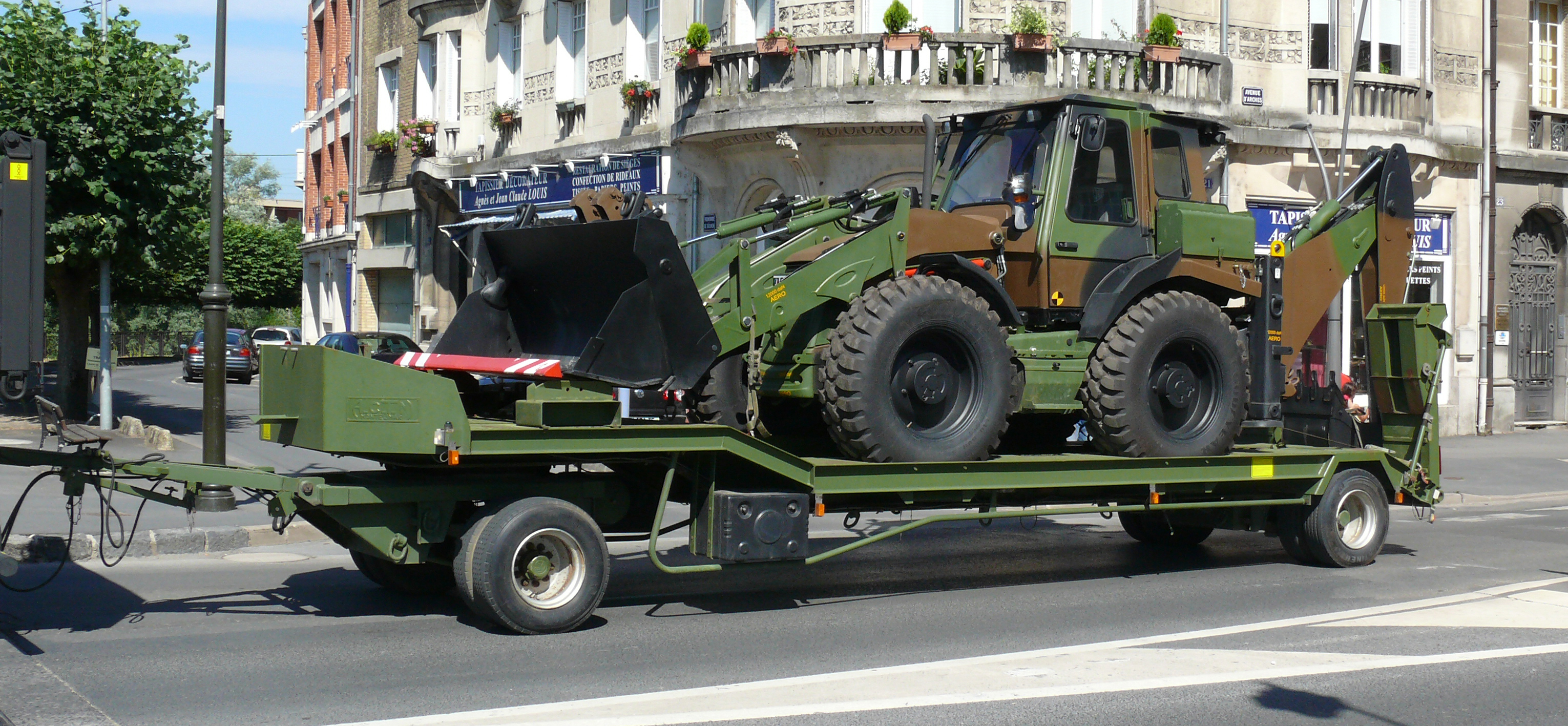
EGRAP JCB 4CX-M van de Franse krijgsmacht (2010)
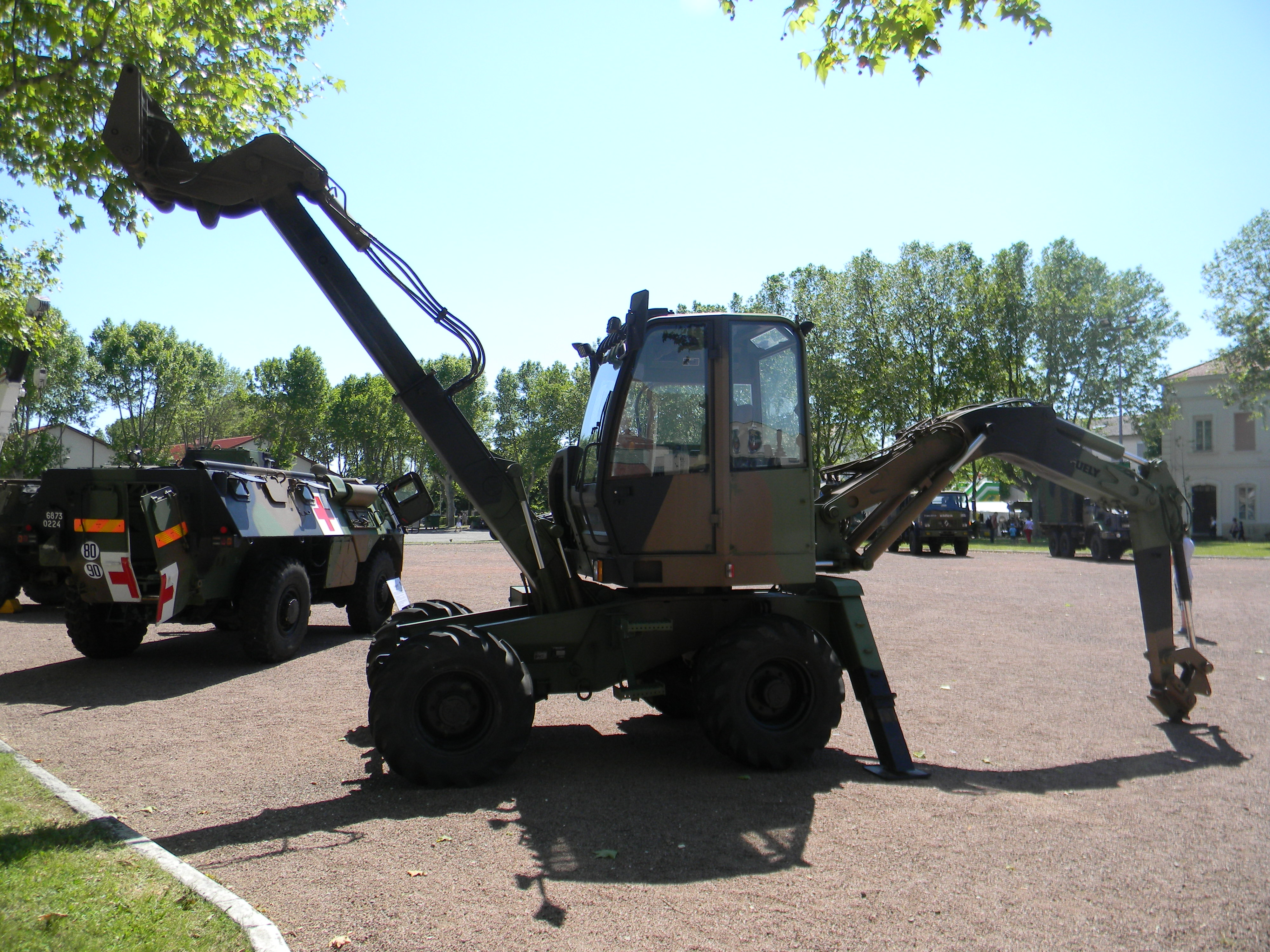
EMAD, militaire versie van de Pinguely TM50 ‘Téléscopelle’
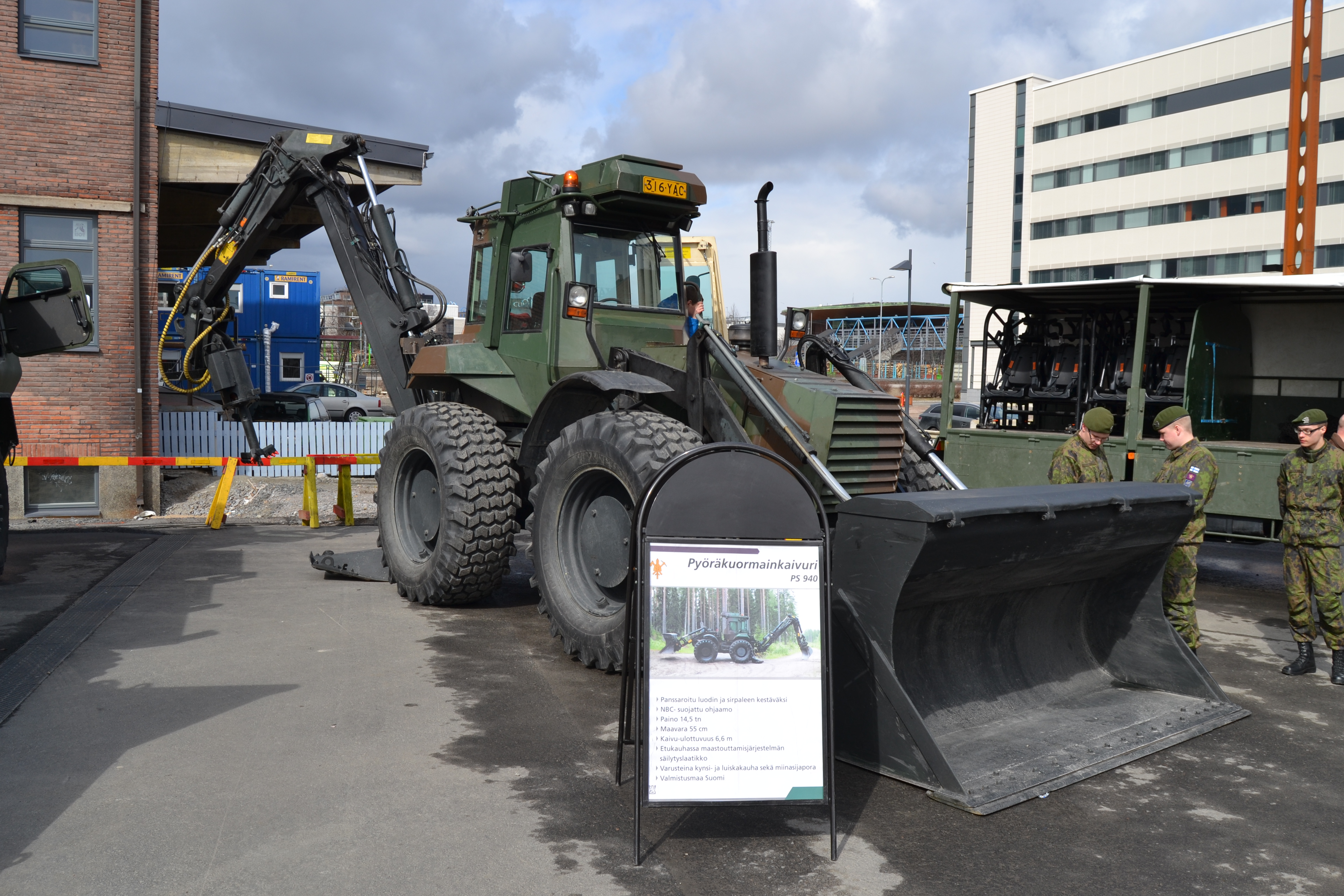
Lännen PS 940 van de Finse strijdkrachten